# Палаццо Пітті

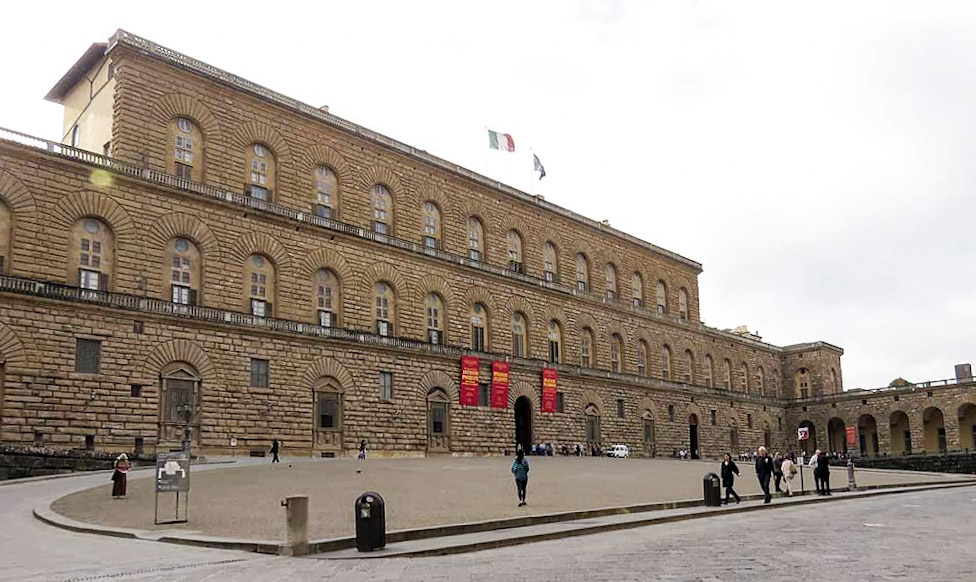
Палаццо Пітті, двір.

43°45′55″ пн. ш. 11°15′00″ сх. д. / 43.765153° пн. ш. 11.250008° сх. д.
Пала́ццо Пі́тті (італ. Palazzo Pitti) або Галерея Пітті — палац та галерея мистецтв у місті Флоренція, найбільший з флорентійських палаццо, що нині існують. Розташований на похилій Площі Пітті, позаду будівлі розміщуються Сади Боболі.

## Історія

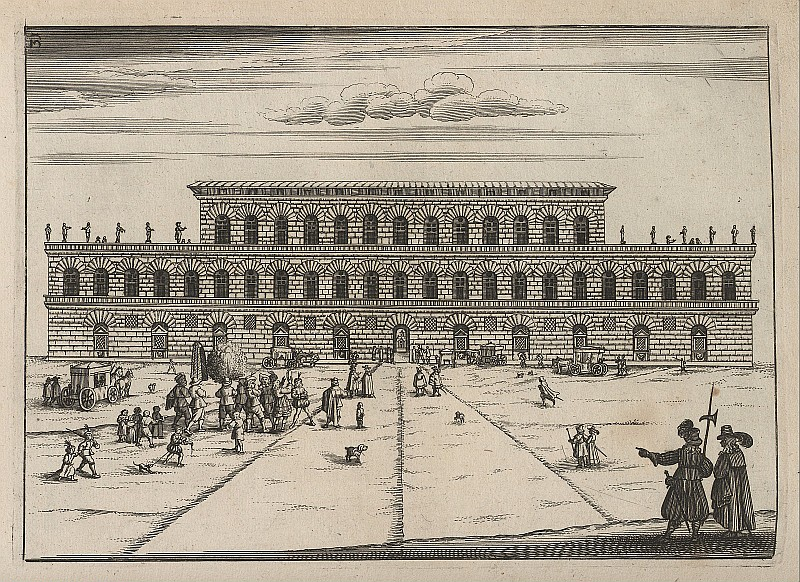
Палаццо Пітті на гравюрі 1664 року.

У 1440 році банкір і підприємець Лука Пітті, щоб показати свою владу і багатство, доручив Філіппо Брунеллескі збудувати найпишніший палац. Задуманий палац був квадратної форми, мав по сім вікон на другому та третьому поверсі і троє дверей на першому поверсі. Лука Пітті намагався в усьому перевищити своїх противників Медічі, тому навіть вікна свого палацу зробив у розмір дверей палацу Медічі, а це аж 8 метрів.
Первинний будинок був облицьований рустом і був схожий на фортецю; розташовувався на схилі, а внутрішній двір був повернутий у сад. Але у Пітті не вистачило грошей, щоб добудувати палац. Нікколо Макіавеллі вказував, що Пітті не зупинявся ні перед чим, аби здобути гроші на будівництво і приймав подарунки, хабарі, навіть злочинців на роботу. У політичному та фінансовому протистоянні перемогла родина Медічі, які перехопили палаццо та змусили Пітті емігрувати.
У 1549 році будівлю купила іспанка, дочка віце-короля Неаполя Елеонора Толедська, дружина герцога Козімо І Медичі.
З 1558 почалися роботи з розширення будівлі під керівництвом Бартоломео Амманнаті та його учнів. Фасад досягнув 205 метрів у довжину і 38 метрів у висоту. Також архітектор оздобив внутрішній двір, зробив чітке членування орнаменту стін у стилістиці маньєризму, застосовуючи пілястри та напівкруглі арки.
Після згасання роду Медічі, палацом володіла династія герцогів Лотарингії, а у XIX столітті — родина королів Італії. Палац став дуже популярним, що у багатьох країнах робили його копії (наприклад, так зване Крило Нібелунгів, резиденція у Мюнхені).

Не залишились без уваги і два велетенські корпуси садового фасаду, зведені Бартоломео Амманаті. Це від них відштовнувся французький архітектор Соломон де Брос, коли робив в Парижі проект резиденції для королеви Франції Марії Медичі, який назвали Люксембурзький палац. Де Брос багато чого зробив по-своєму, але взірцем був Палаццо Пітті.

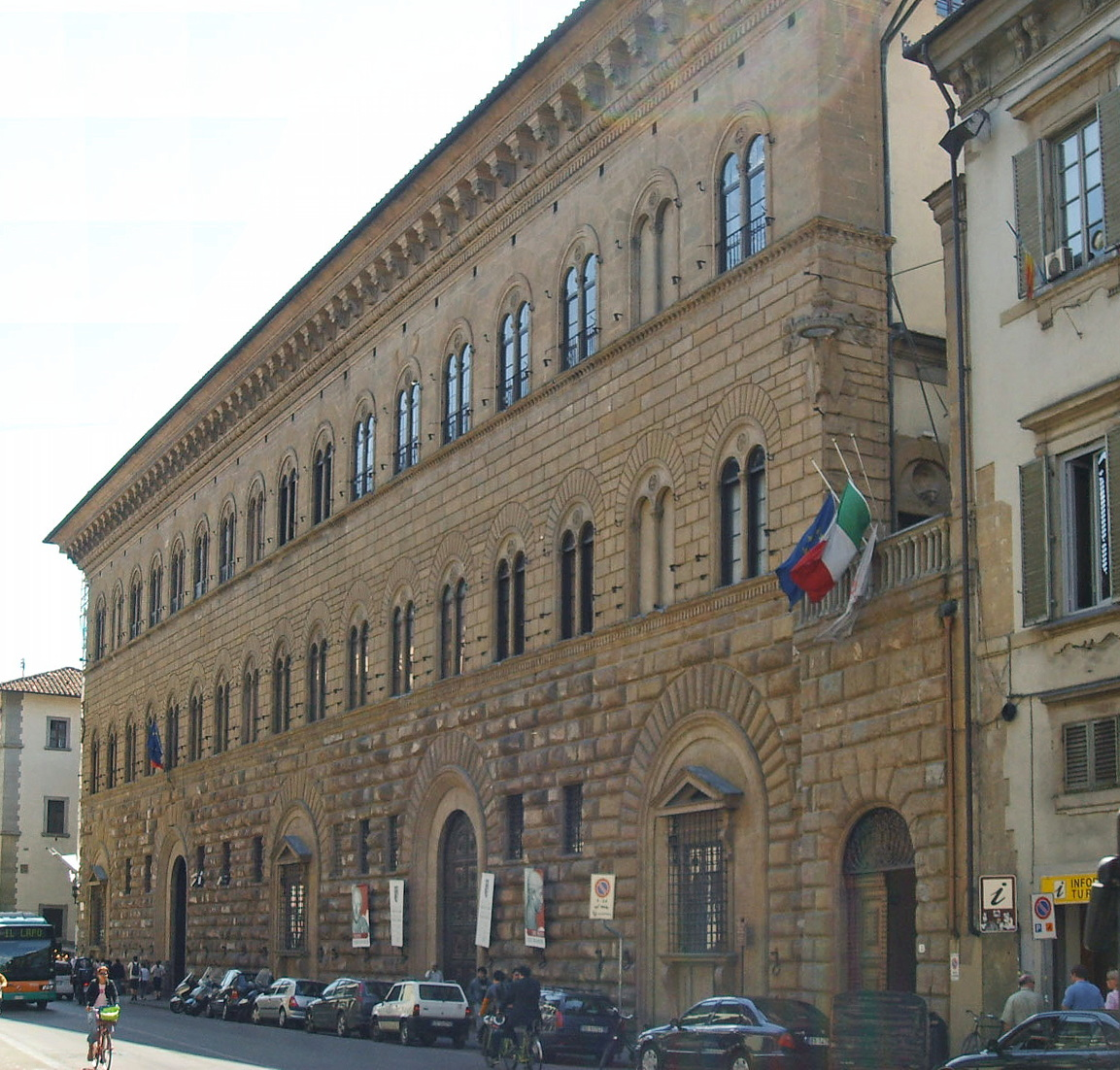
Флоренція. Палаццо Медичі

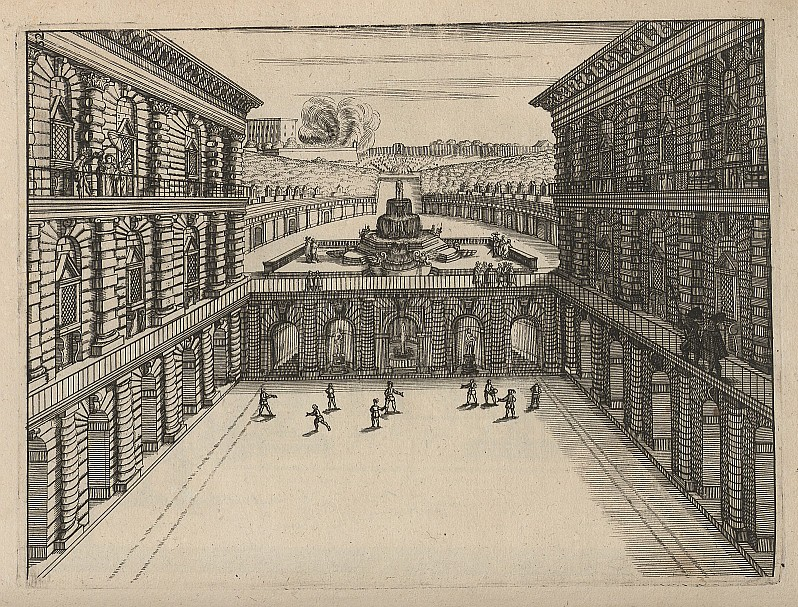
Внутрішній двір палаццо Пітті і вигляд у сади Боболі, гравюра 1664 р.
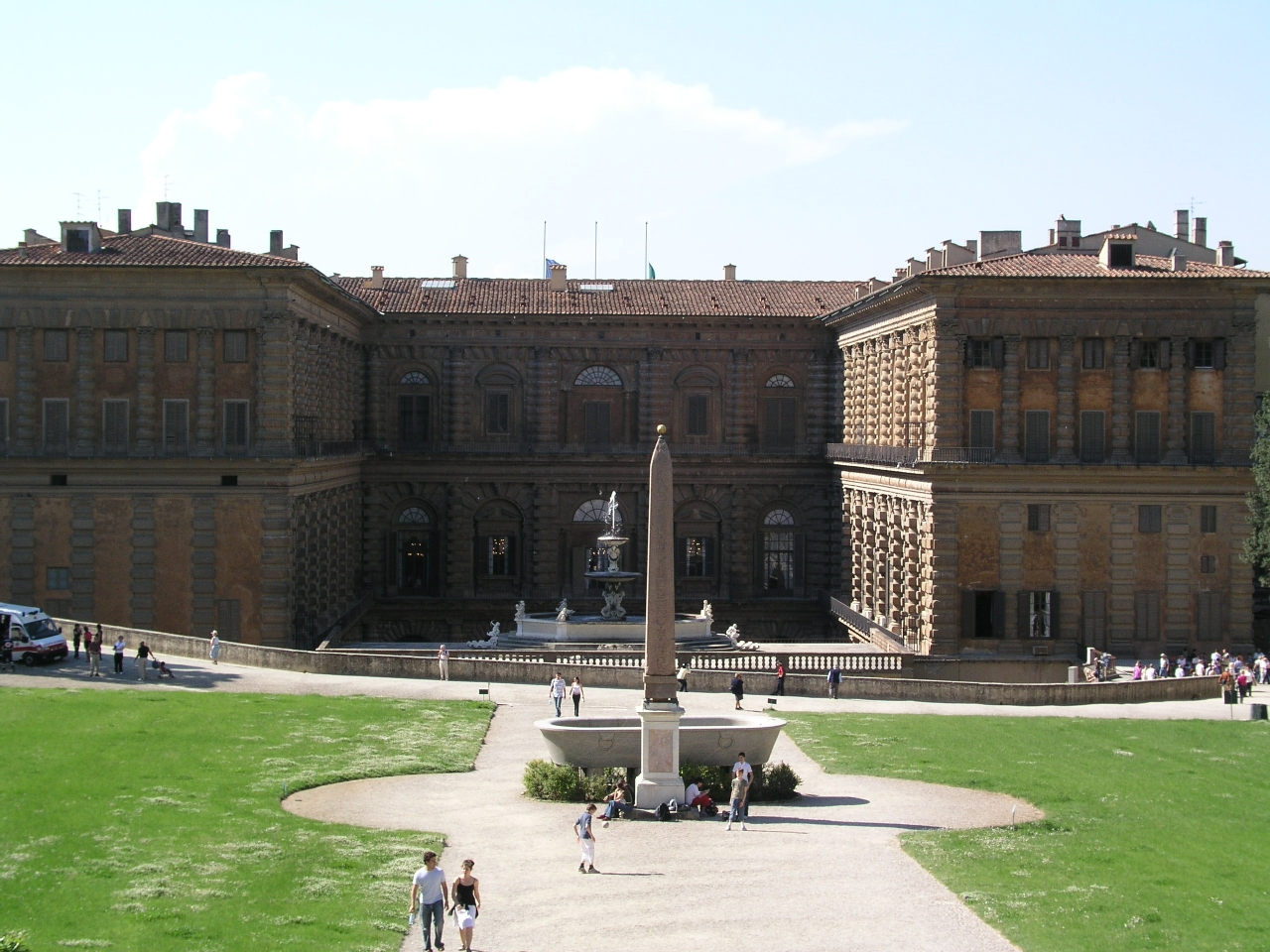
Арх.Бартоломео Амманаті, внутрішній двір палаццо Пітті і Сади Боболі.
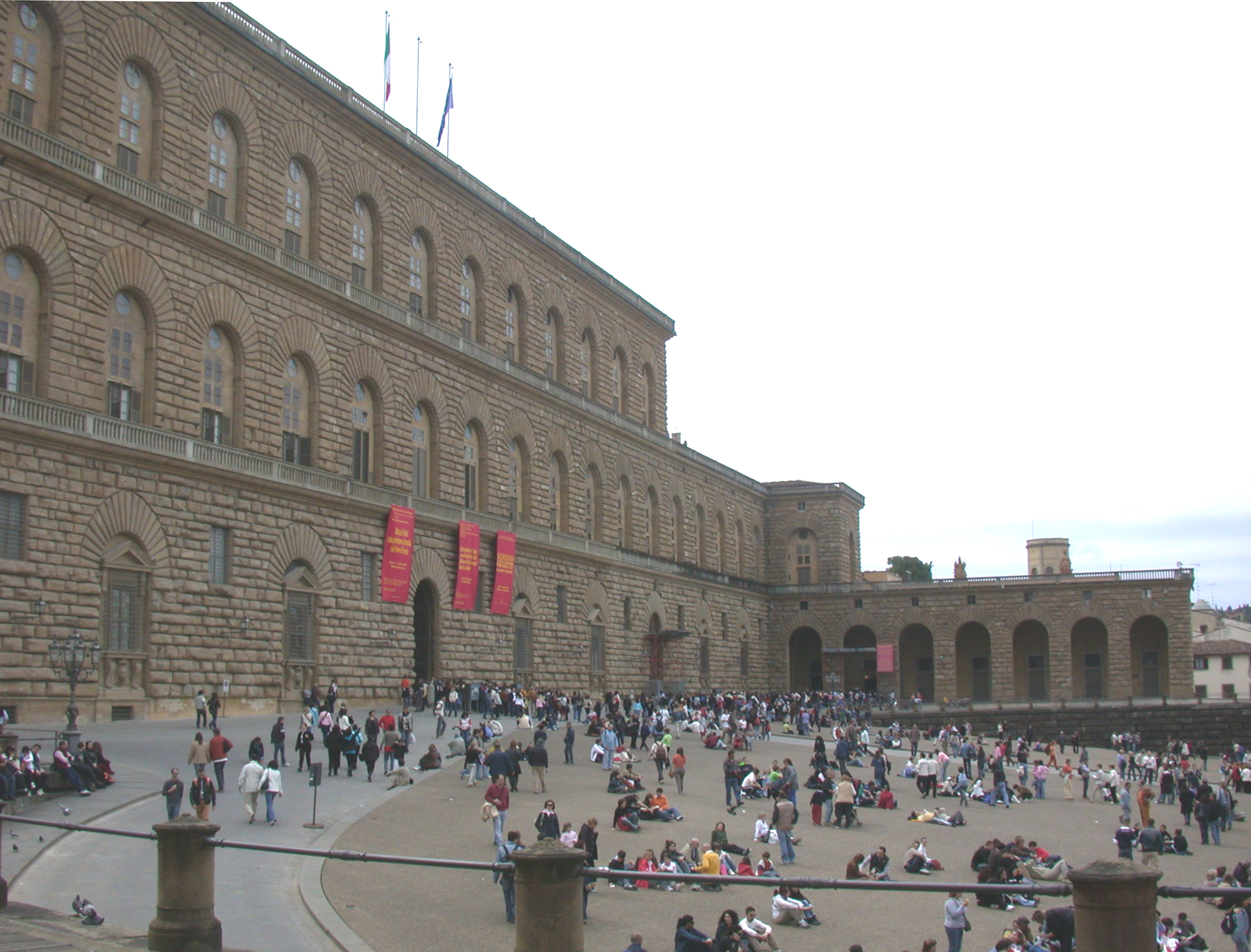
Площа перед палацом Пітті, сучасний вигляд.
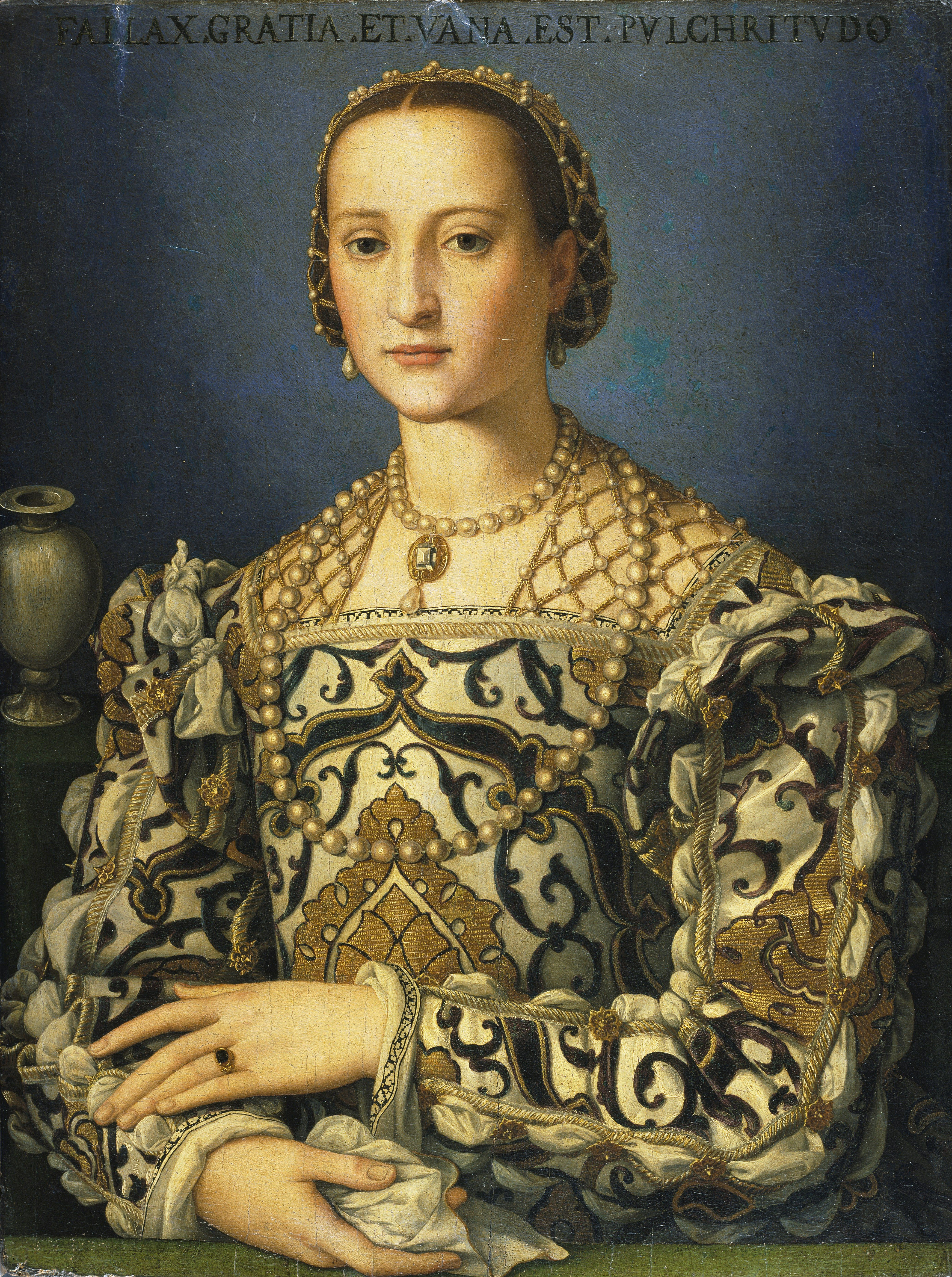
Худ. Аньоло Бронзіно. Елеонора Толедська, що придбала палац Пітті.

## Палаццо Пітті— музей
Зараз палаццо є найбільшим з музеїв Флоренції. В ньому розташовані:
- Палатинська галерея
- Галерея сучасного мистецтва: подані твори італійських живописців XIX століття (особливо шедеври флорентійської групи «Мак'яйолі»
- Музей срібла (Флоренція): є унікальна колекція ваз Лоренцо Пишного, давньоримські амфори, зразки з Візантії та Венеції.
- Музей порцеляни
- Музей екіпажів і карет
- Галерея костюмів (найбільший у Італіїмузей історії моди).
- Сади Боболі: парк-музей поруч із Палаццо Пітті. Облаштовували парк Ніколо Тріболо, Амманаті Бартоломео; у зведенні і проектуванні кількох гротів брав участь Джорджо Вазарі.

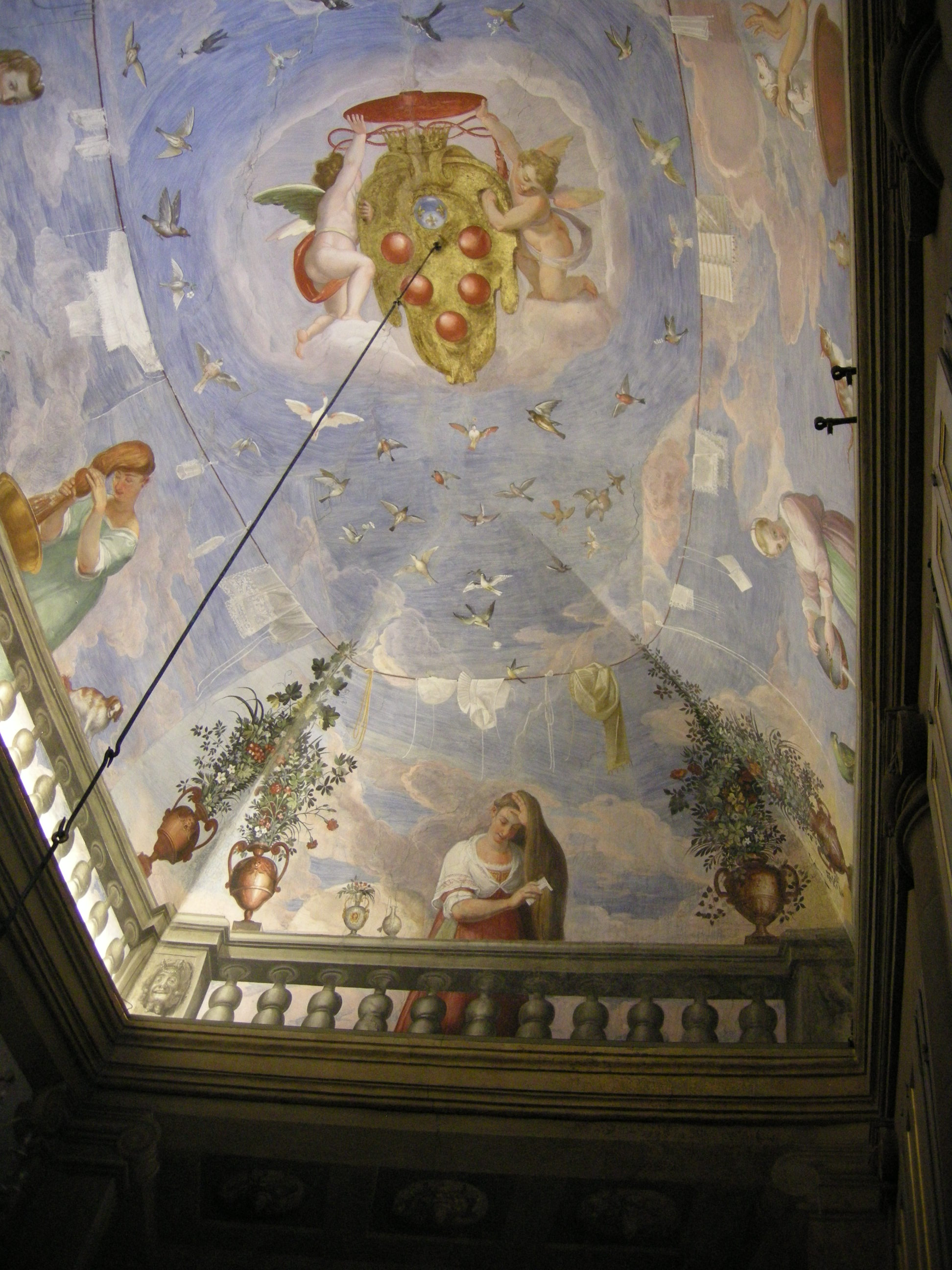
Худ. Алессандро Аллорі. Фреска на селі з гербом Медічі, лоджия Фердинандо І.
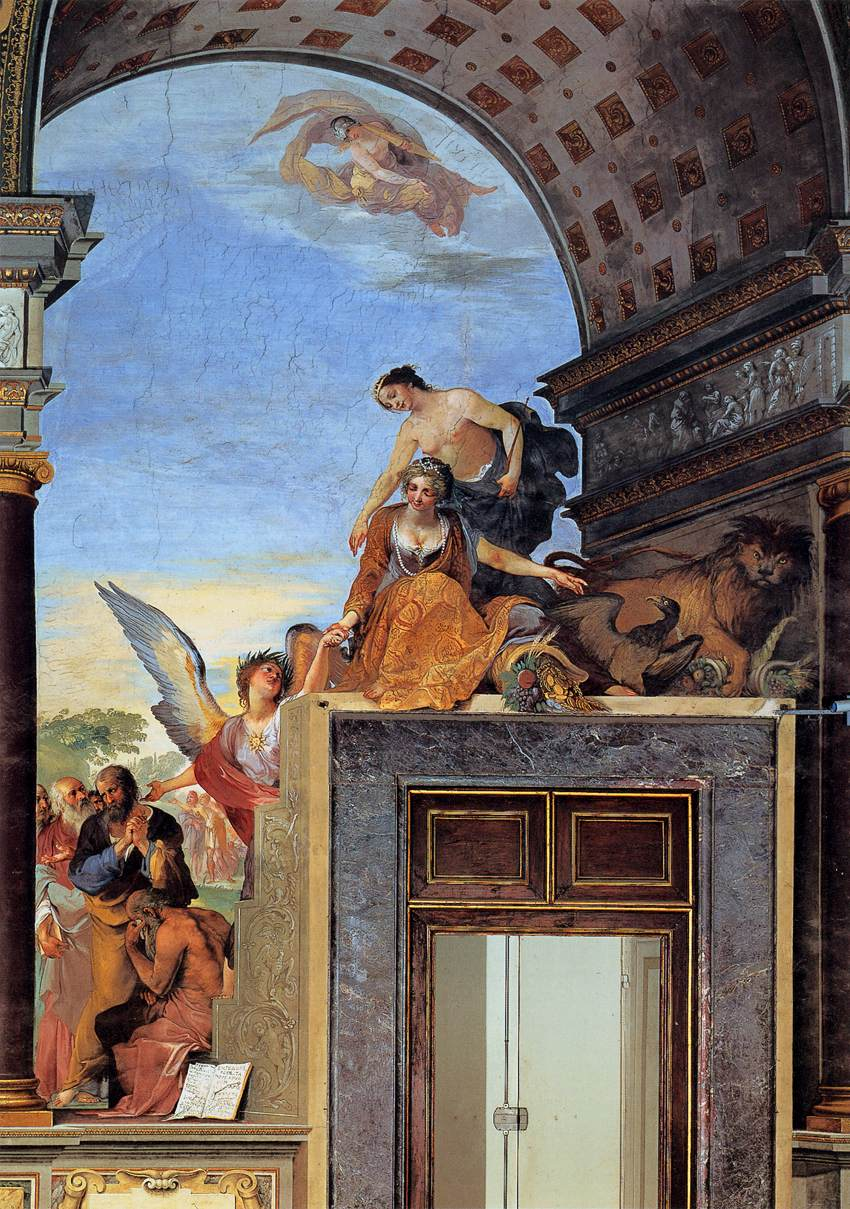
Худ. Джованні ді Сан Джованні. Алегорія Слави і мандрівні філософи, фреска
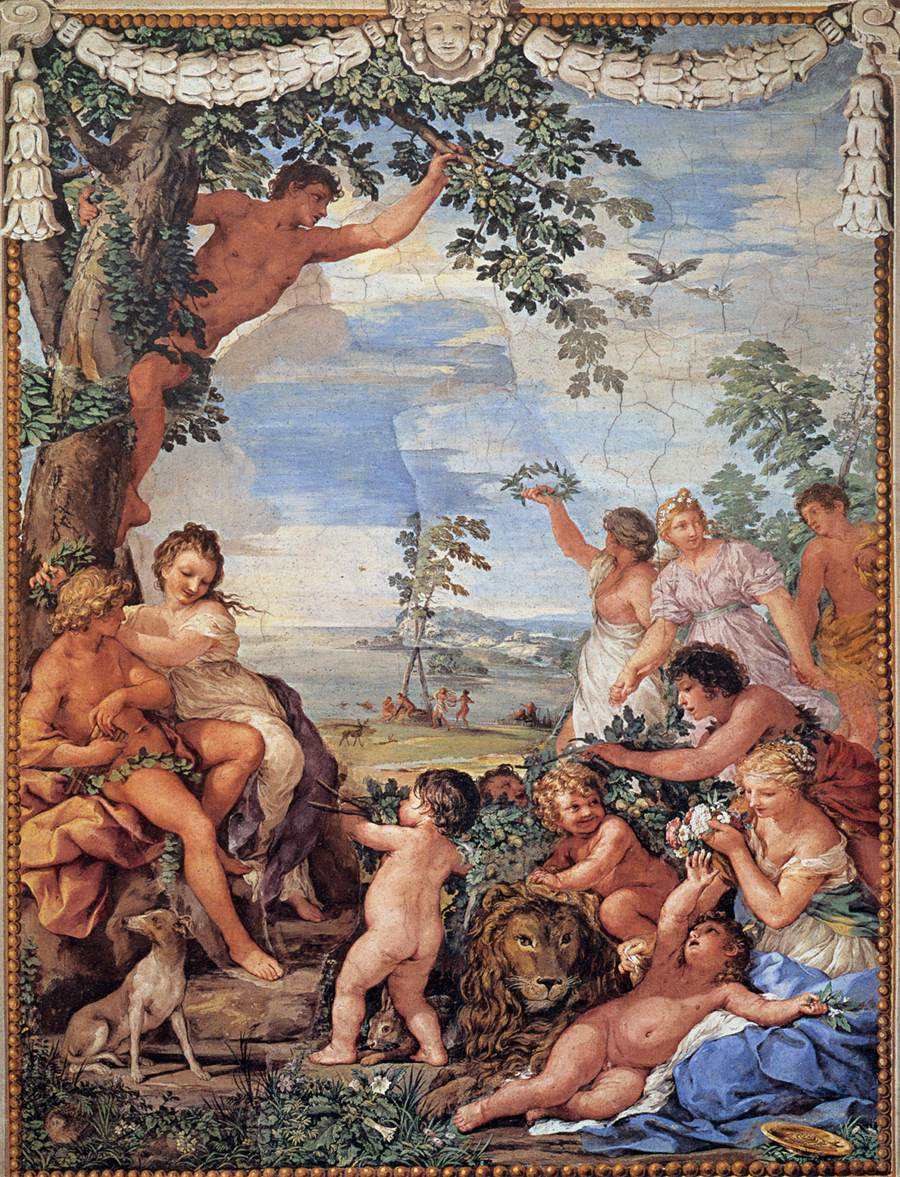
Худ. П'єтро да Кортона, «Золота доба»
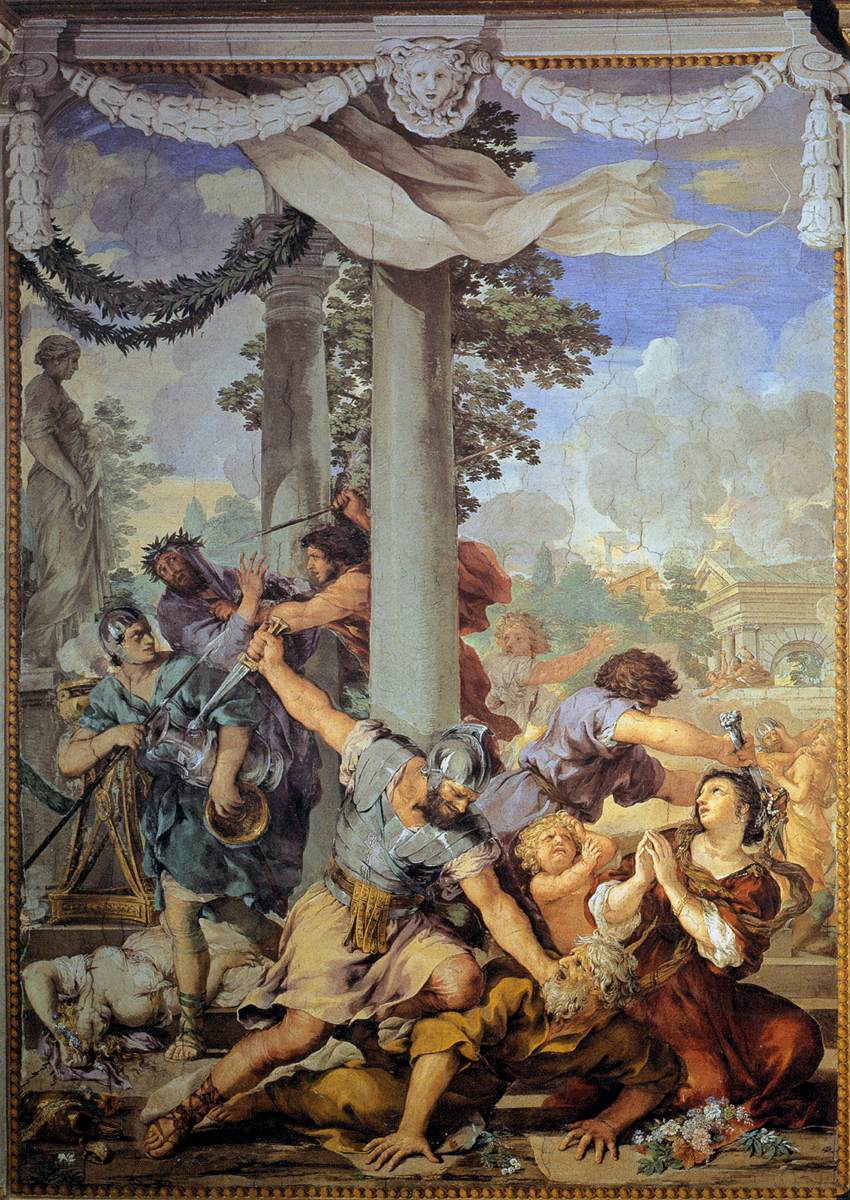
Худ.П'єтро да Кортона, «Залізна доба»

## Галерея Пітті (або Палатинська галерея)

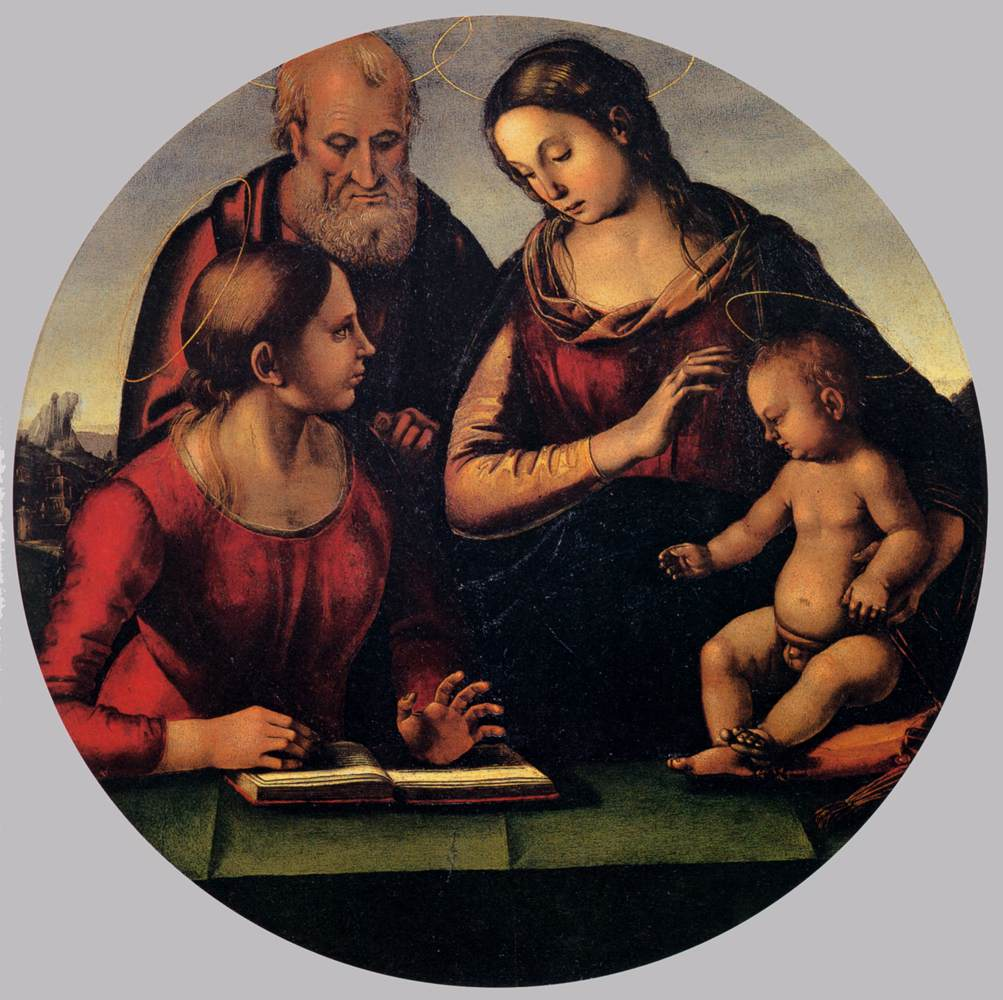
Лука Сіньйореллі, «Свята Родина»

Палатинська галерея прикрашена біло-золотавою ліпниною, шовковими шпалерами, цінними гобеленами у стилі бароко. У міфологічних залах містяться оригінальні полотна.
Зал Прометея:
- Філіппо Ліппі «Богородиця з Дитятком» («Тондо Бартоліні», 1450) — найбільша кругла картина XV ст.;
- Сандро Боттічеллі «Портрет молодої жінки» (Красива Сімонетта", 1475) — за деякими припущеннями на цій картині зображена Симонетта Веспуччі, яка була коханою Джуліано Медічі та вважалася першою красунею флорентійського Ренесансу.

Зал Одіссея:
- Філіппіно Ліппі (син Філіппо Ліппі) «Смерть Лукреції» (1472);
- Рафаель Санті «Бородиця з Дитятком» («Мадонна дель Імпаннтана», 1514) — взагалі у Палаццо Пітті є одинадцять картин Рафаеля;
- Людовіко Карді Чіголі «Ось чоловік» («Esse Homo», 1606) — назвою картини слугують слова Понтія Пілата, які він промовив до народу Єрусалима з метою отримати співчуття до збичованого Ісуса Христа.

Зал Виховання Юпітера:
- Мікеланджело Мерізі де Караваджо «Сплячий Амур» (1608) — у рентгенівських дослідженнях 1986 року було виявлено, що картина перероблялася живописцем декілька разів. Караваджо змінював положення руки і крил, закрив темним фоном тварин і рослини.
- Крістофано Аллорі «Юдита з головою Олоферна і служницею» (1580) — зразок наближення до реалізму серед «реформаторської» течії.Лука Сіньйореллі, «Свята Родина»

Зал Іліади:
- Рафаель Санті «Жіночий портрет» («Ла Гравіда», «Вагітна», 1507);
- Андреа дель Сарто «Внебовзяття Богоматері» («Ассунта Панчатікі», 1523);
- Артемізія Джентілескі «Юдита» (1614—1620).

Зал Сатурна:
- Рафаель Санті «Портрет Аньоло і Магдалини Доні» (1505—1506) — Аньоло Доні був багатим торговцем вовною, що одружився з дочкою Джованні Строцці. Також у цьому залі є інші роботи Рафаеля: «Богородиця з дитятком і святими» («Мадонна під балдахіном», 1508), «Видіння пророка Єзекиїла» (1518)
- Андреа дель Сарто «Суперечка про Пресвяту Трійцю» (1517).

Зал Юпітера:
- Андреа дель Сарто «Іван Хреститель в молодості» (1523);
- Рафаель Санті «Портрет жінки з покривалом» («Ла Велата», 1516) — вважають, що моделлю для роботи була кохана Рафаеля Форнаріна.

Зал Марса:
- Пітер Пауль Рубенс «Наслідки війни» (1638) — художник показав своє ставлення до тридцятирічної війни, яка потрясла Європу у 1618—1648 рр.; «Чотири філософи» (1612);
- Антоніс ван Дейк «Портрет Кардинала Гвідо Бентівольо» (1625);
- Тіціан Вечелліо «Портрет Іпполіто де Медічі в угорському костюмі» (1533)

Зал Аполлона:

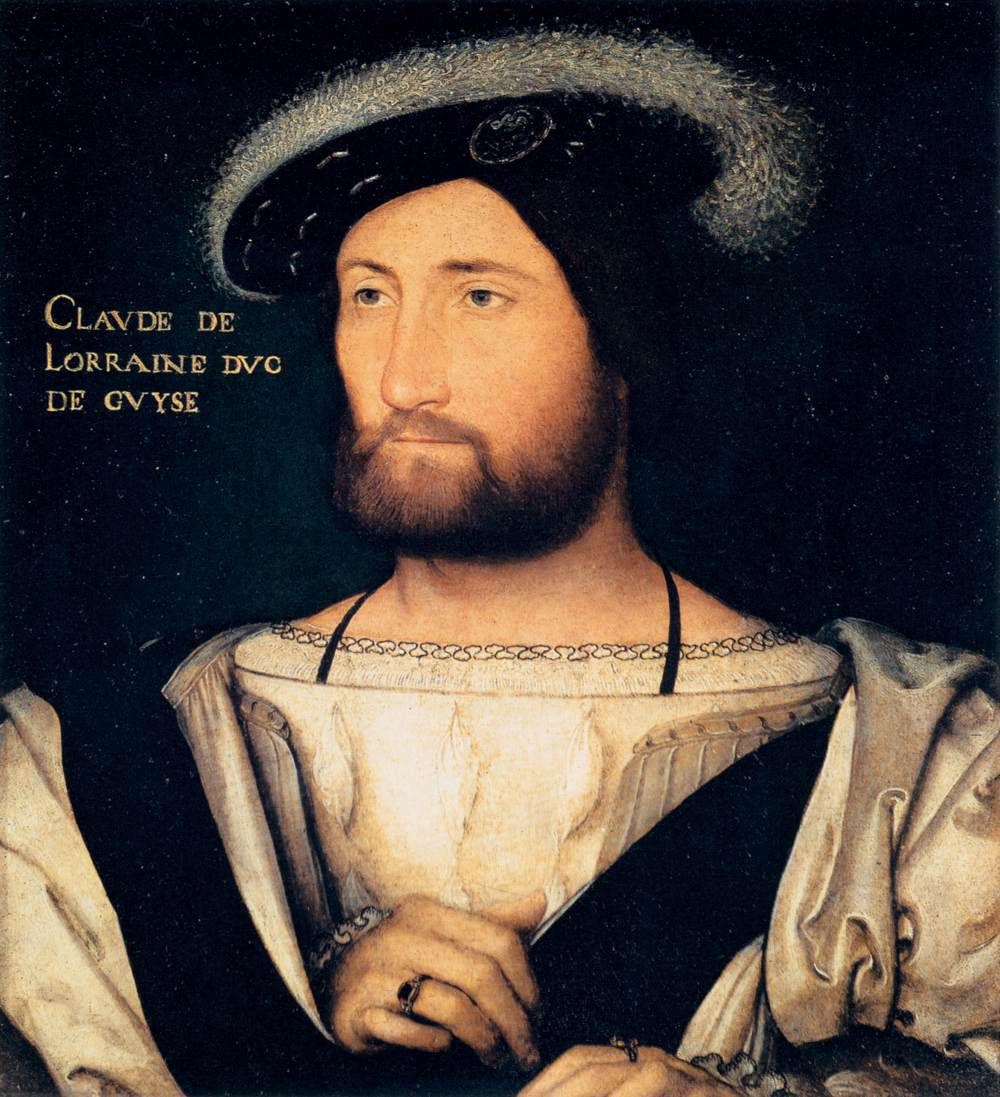
Жан Клуе, герцог де Гіз, Клод Лотарингзький

- Тіціан Вечелліо «Марія Магдалина» (1535);
- Андреа дель Сарто «Оплакування мертвого Христа» (1524).

Зал Венери:
- Тіціан Вечелліо «Портрет П'єтро Аретіно» (1545) — П'єтро був письменником, публіцистом, близьким приятелем Тіціана; «Красуня» («Ла Белла», 1536)
- Пітер Пауль Рубенс «Повернення селян з лану» (1640)

У Палатинській галереї також зберігаються роботи венеційців Тінторетто, Джорджоне, Муріло.

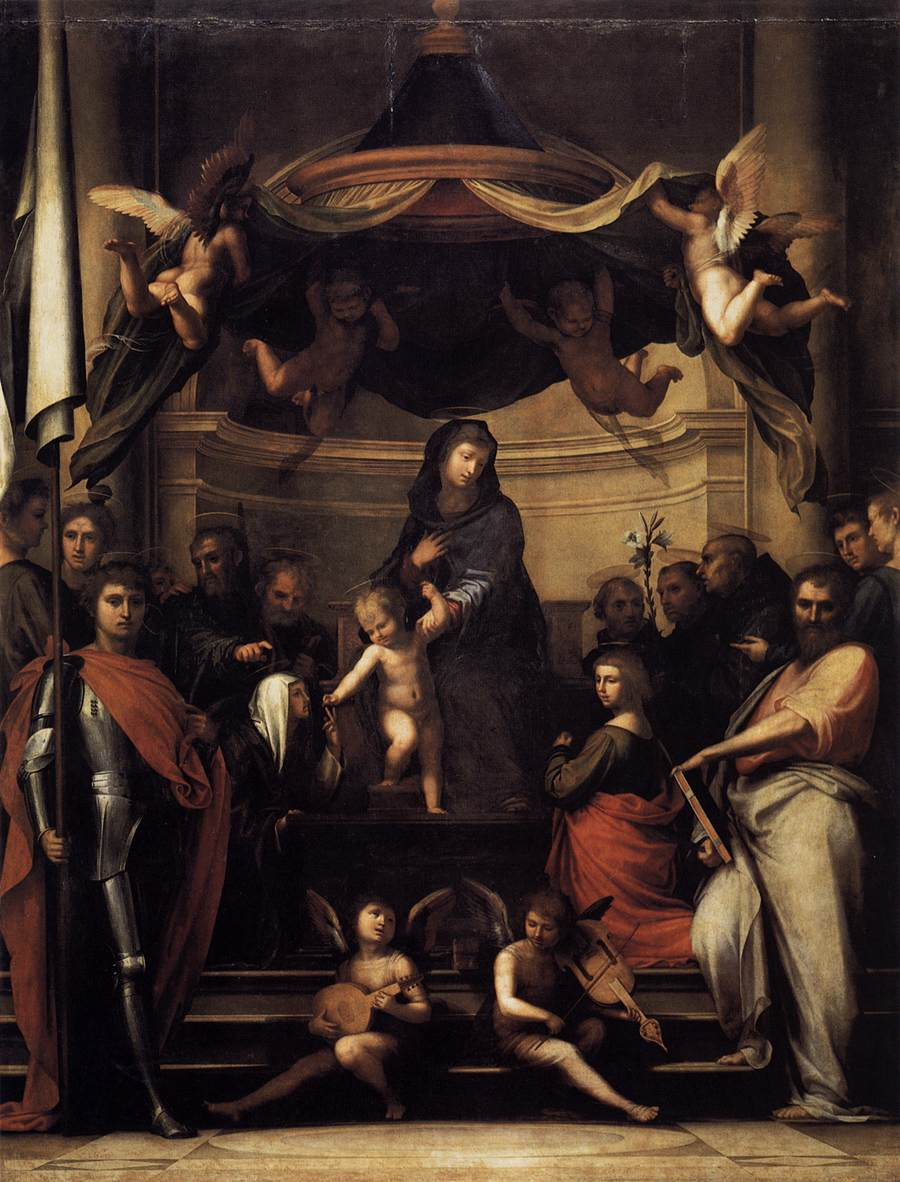
Фра Бартоломео. «Вівтар Пітті», 1512 р.

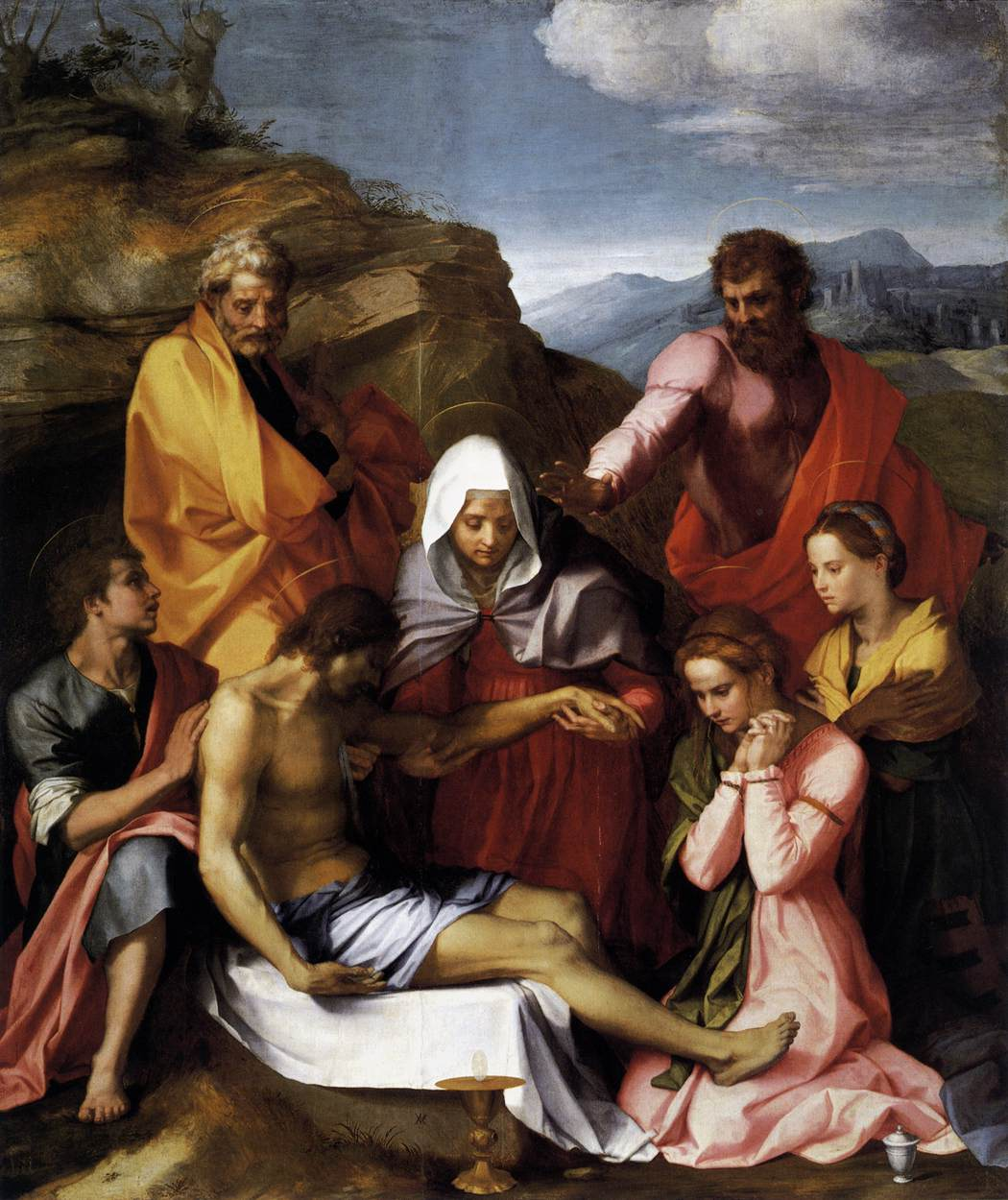
Андреа дель Сарто, Оплакування Христа, 1523
Рафаель Санті, Донна Велата, 1514 р.
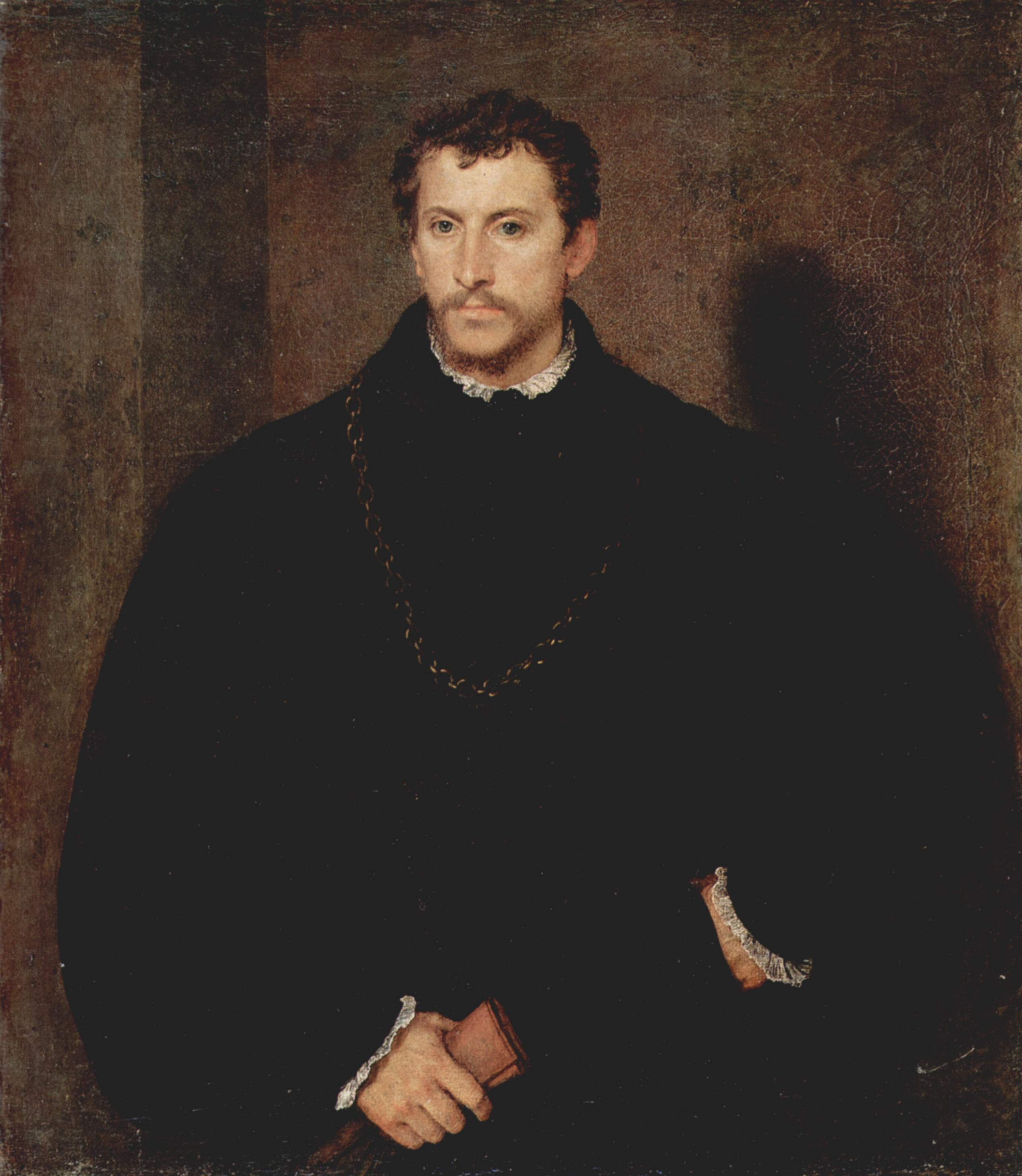
Тиціан, Іпполіто Рімінальді
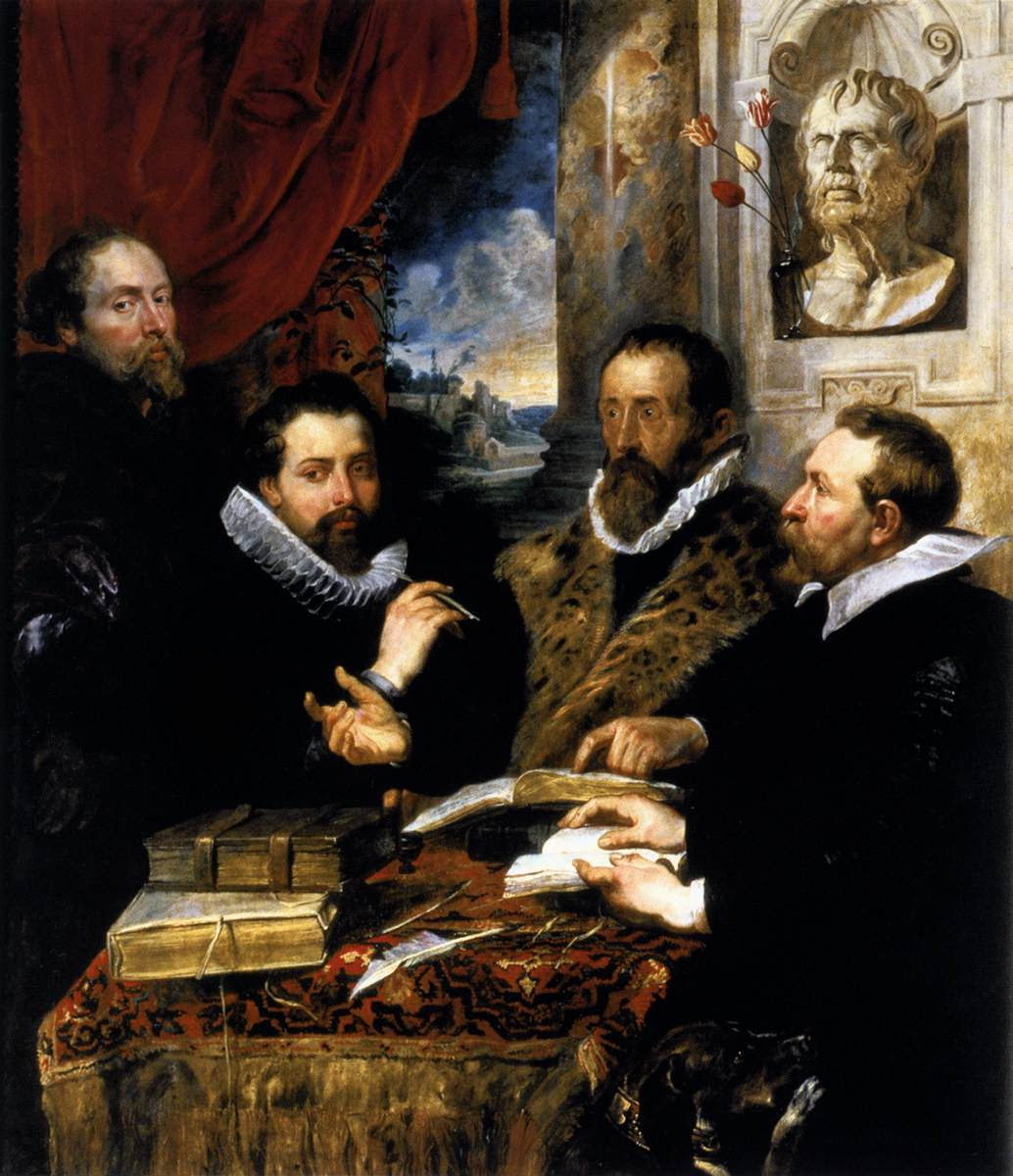
Рубенс. «Чотири філософа» (1611-12).Палаццо Пітті, Флоренція Ян Вовелій, фламандський філософ-стоїк Юст Ліпсій, брат художника Пилипп (учень Ліпсія), сам Рубенс;
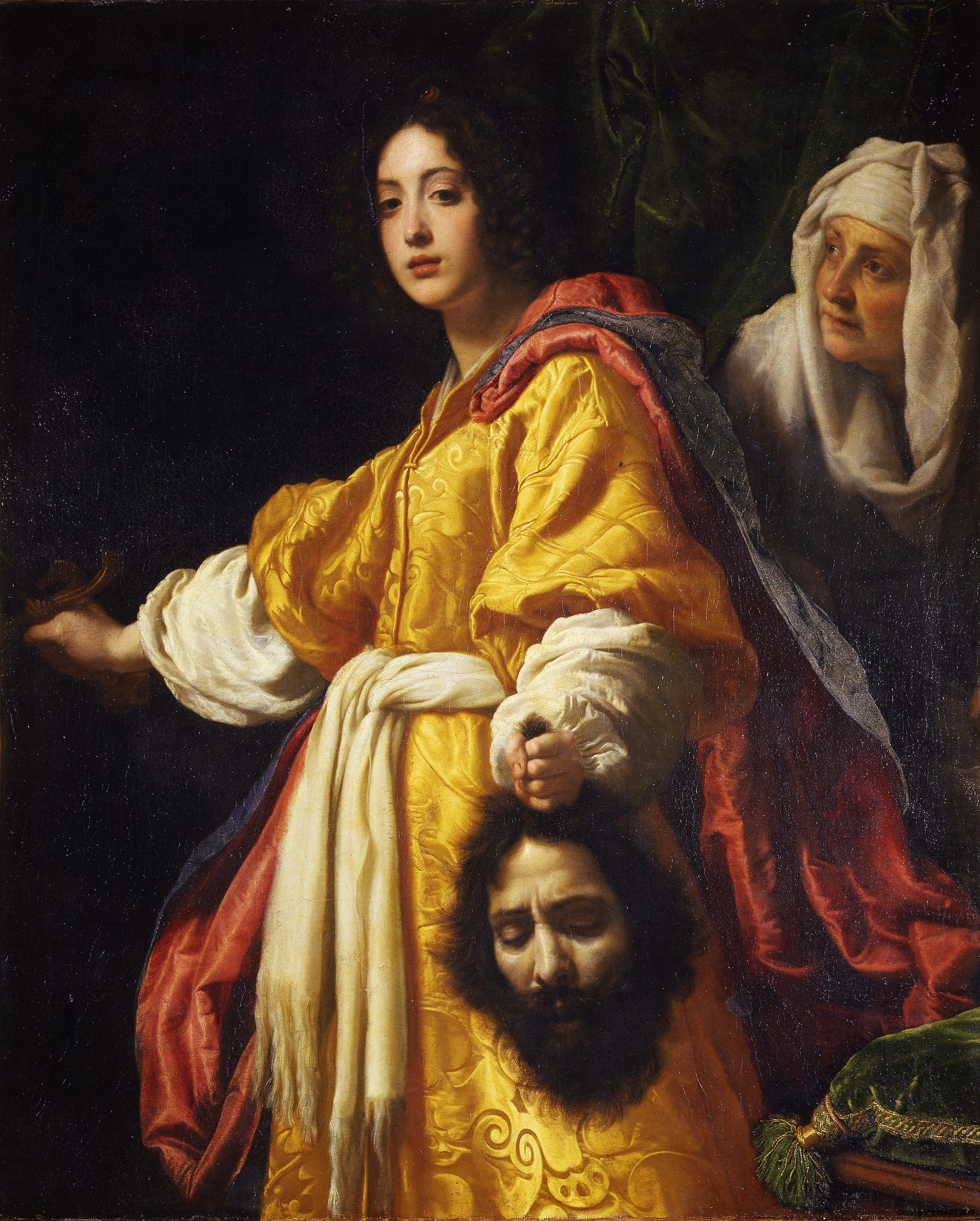
Худ.Крістофано Аллорі, «Юдита з відрубаною головою Олоферна»
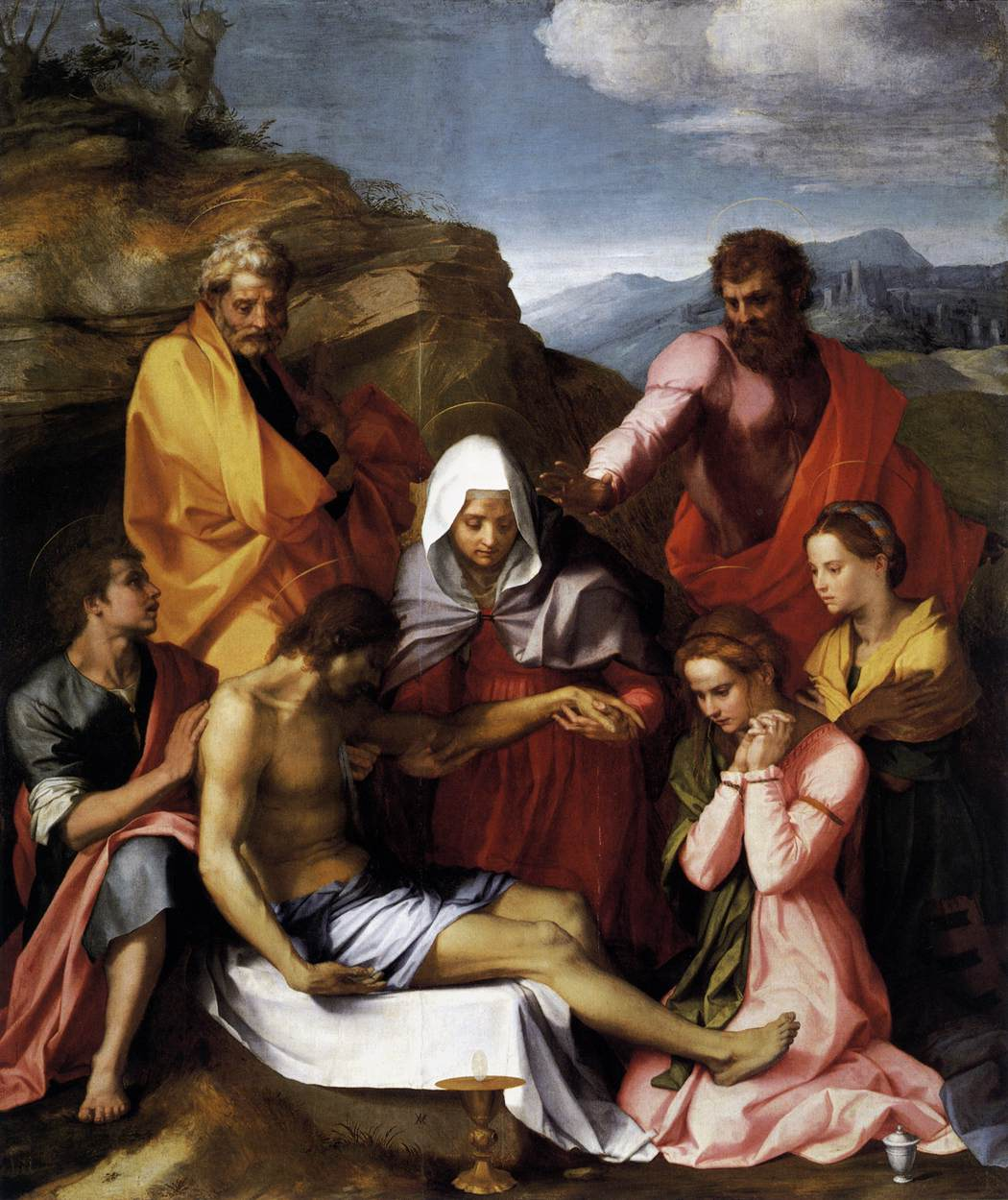
Андреа дель Сарто, оплакування Христа
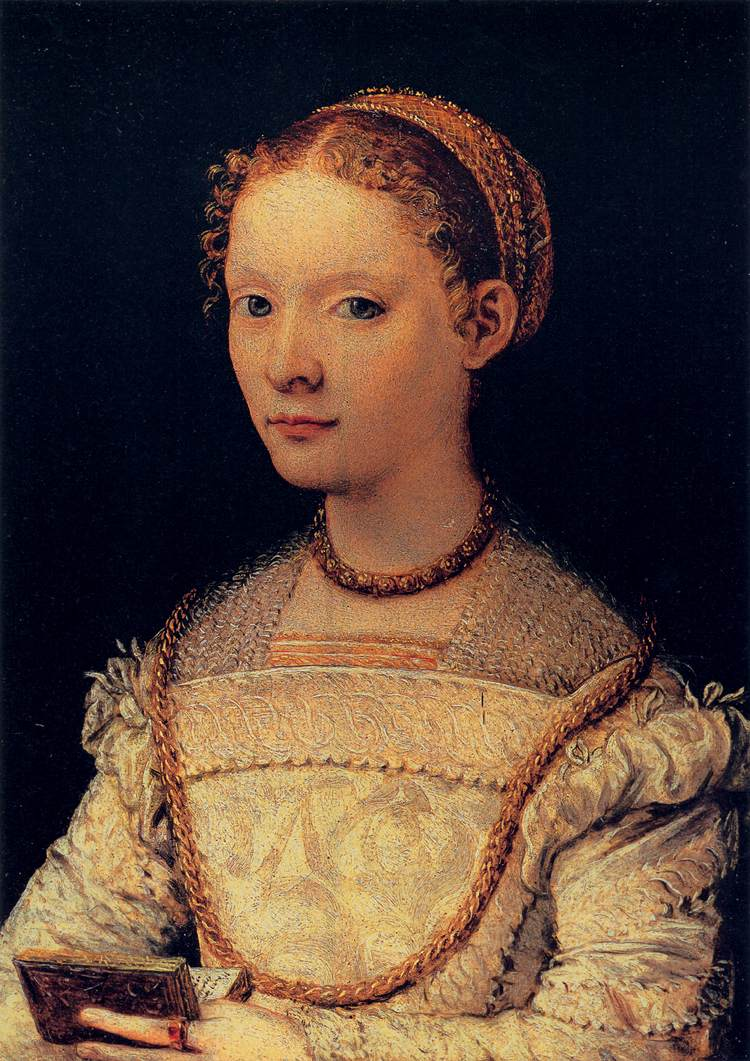
Мазо да Сан Фріано, Елена Гадді Квартезі
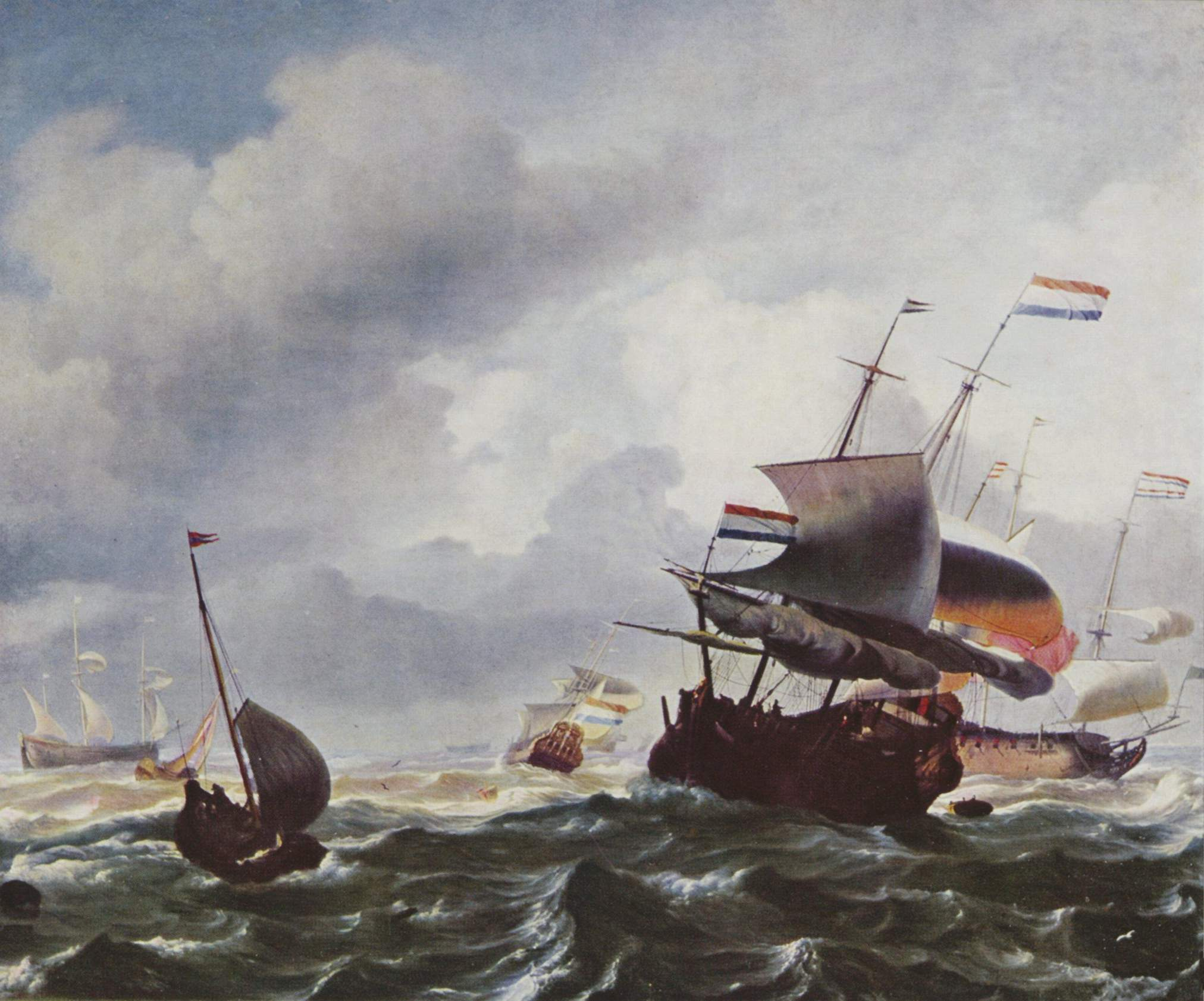
Худ. Людольф Бакхейзен, «Шторм», галерея Пітті.

## Твори доби маньєризму
Надзвичайно повно представлені митці доби маньєризму, переважно з Флоренції (художники та скульптори):
- Андреа дель Сарто
- Якопо Понтормо
- Фра Бартоломео
- Себастьяно дель Пьомбо
- Франческо Сальвіаті
- Бронзіно
- Крістофано Аллорі
- Джорджо Вазарі
- Баччо Бандінеллі

Серед скульптур зустрічаються як оригінали, так і копії, але це копії уславлених античних зразків (Геракл Фарнезе, Антіной ск. Альбані тощо).

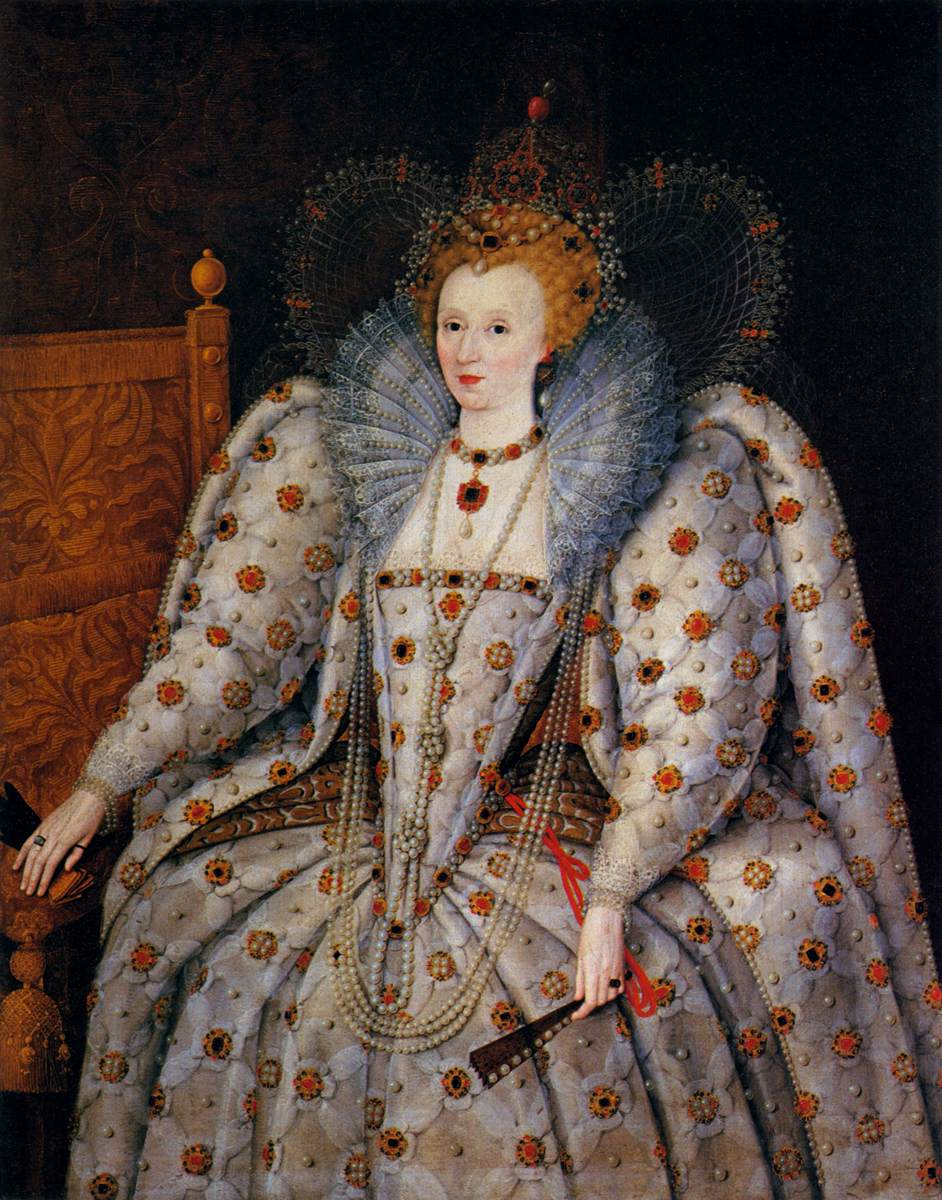
Маркус Герартс, королева Англії Єлизавета І.
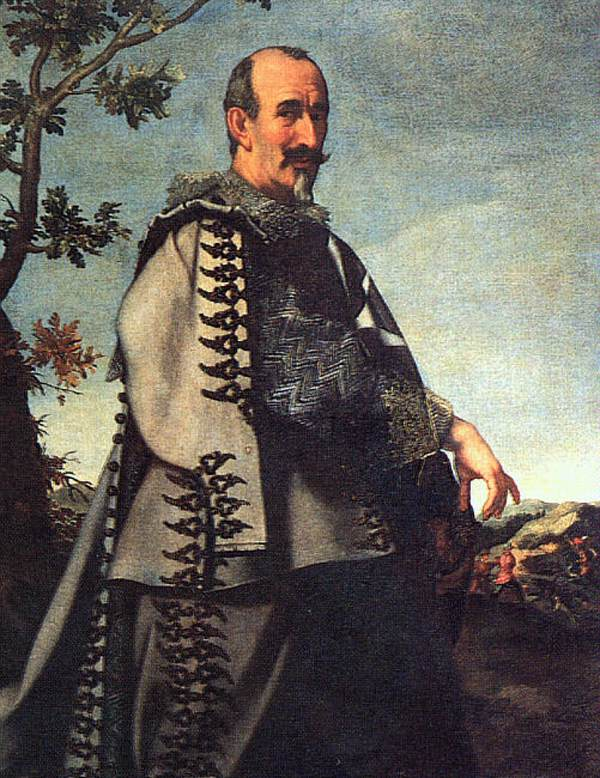
Карло Дольчі. портрет Айнолфо де Барді
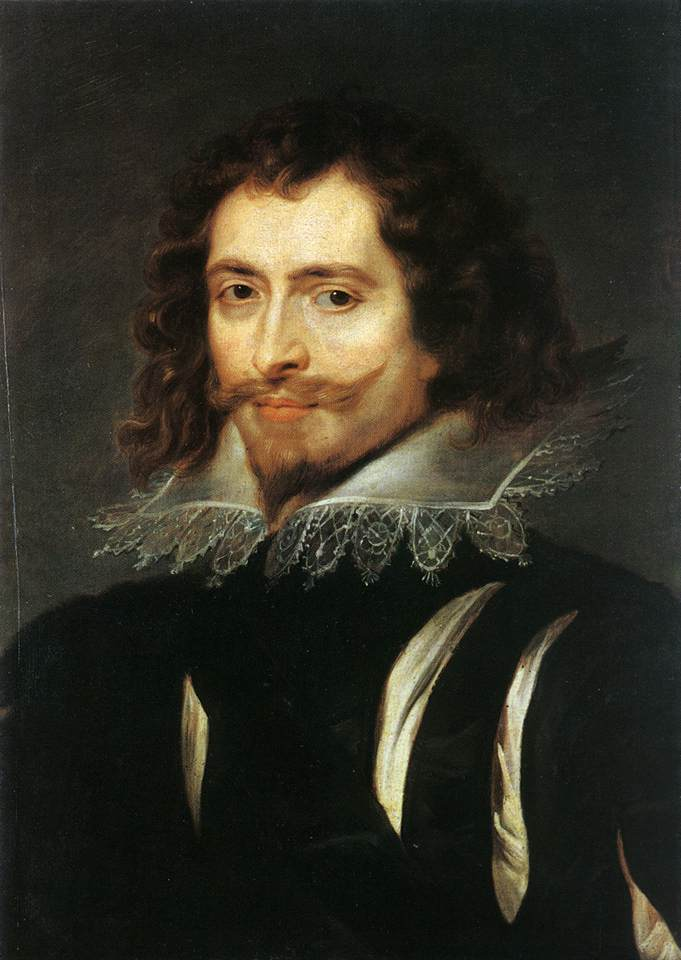
Майстерня Рубенса, портрет Жоржа Віллерса, графа Букінгема
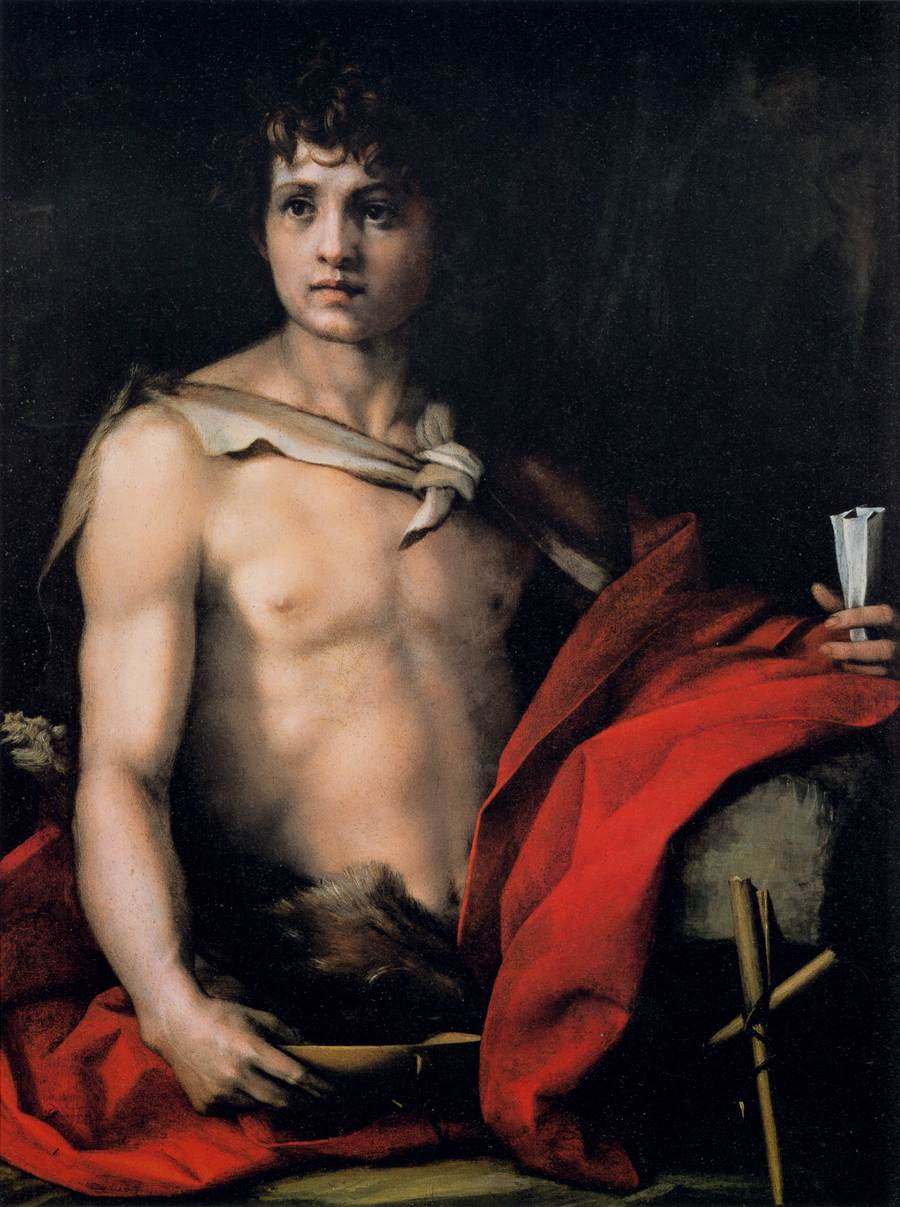
Андреа дель Сарто, Св. Іван Хреститель

## Барокові митці
Добу 17 століття репрезентують твори як митців Італії, так і майстрів інших мистецьких центрів, що відобразило нову мистецьку реальність. Італія втрачала художню ініціативу, а митці інших країн роками працюють в країні, а їх твори вже нічим не поступаються творам місцевих майстрів. Інтернаціональне мистецтво доби європейського бароко представляють картини:

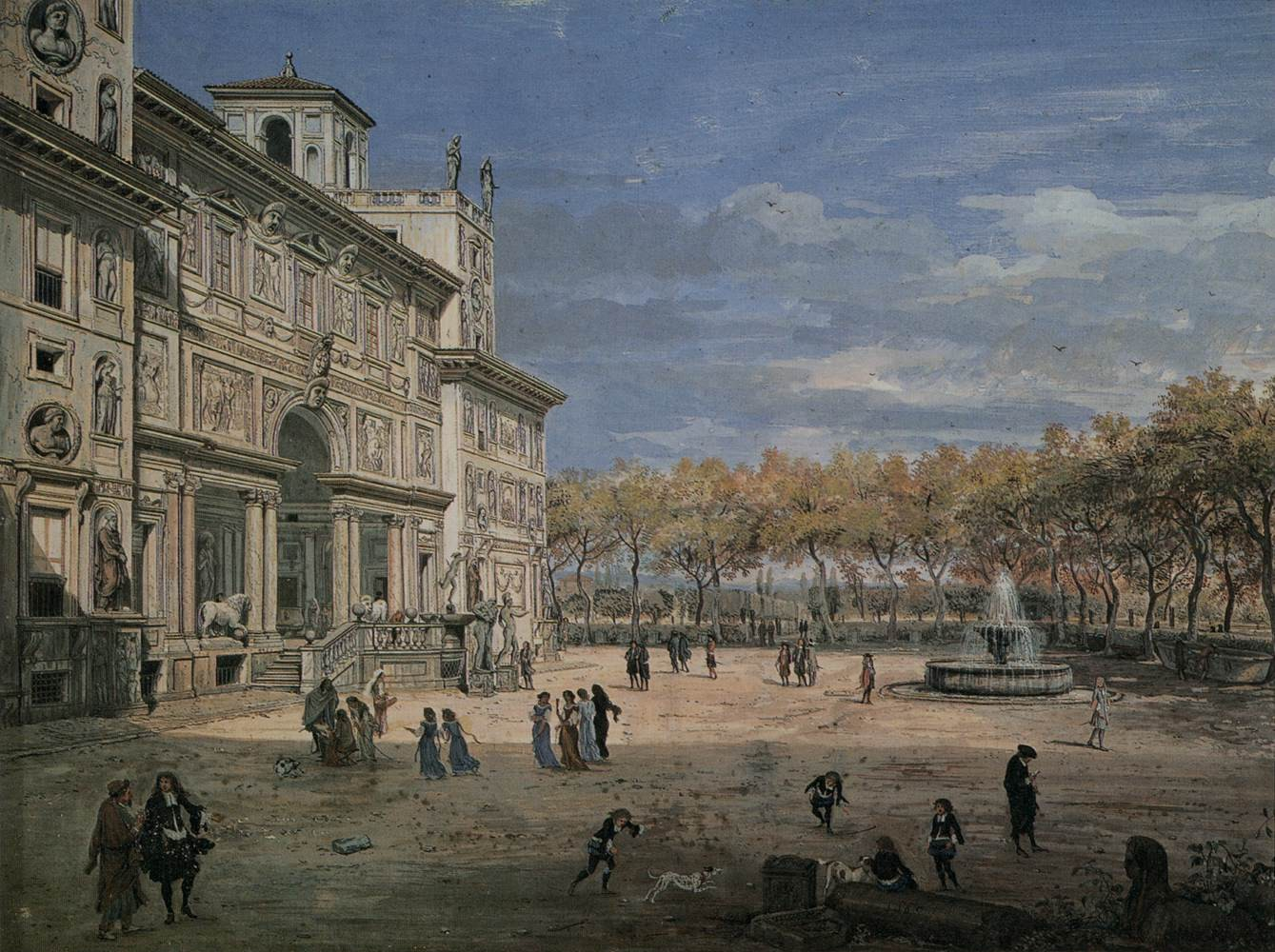
Гаспаро Ванвітеллі. Вілла Медічі з боку саду в Римі.

- Караваджо і караваджисти (Гверчіно, Доменіко Фетті, Карло Дольчі Артемісія Джентілескі),
- Сальватора Рози
- Рубенса,
- Хосе де Рібери,
- Ван Дейка,
- Людольфа Бакхейзена,
- Дієго Веласкеса
- Франсіско де Сурбарана,
- Віллема ван Альста,
- Бартоломео Естебана Мурільйо,
- Франса Поурбюса тощо.

## Художники-реалісти і майстри натюрмортів

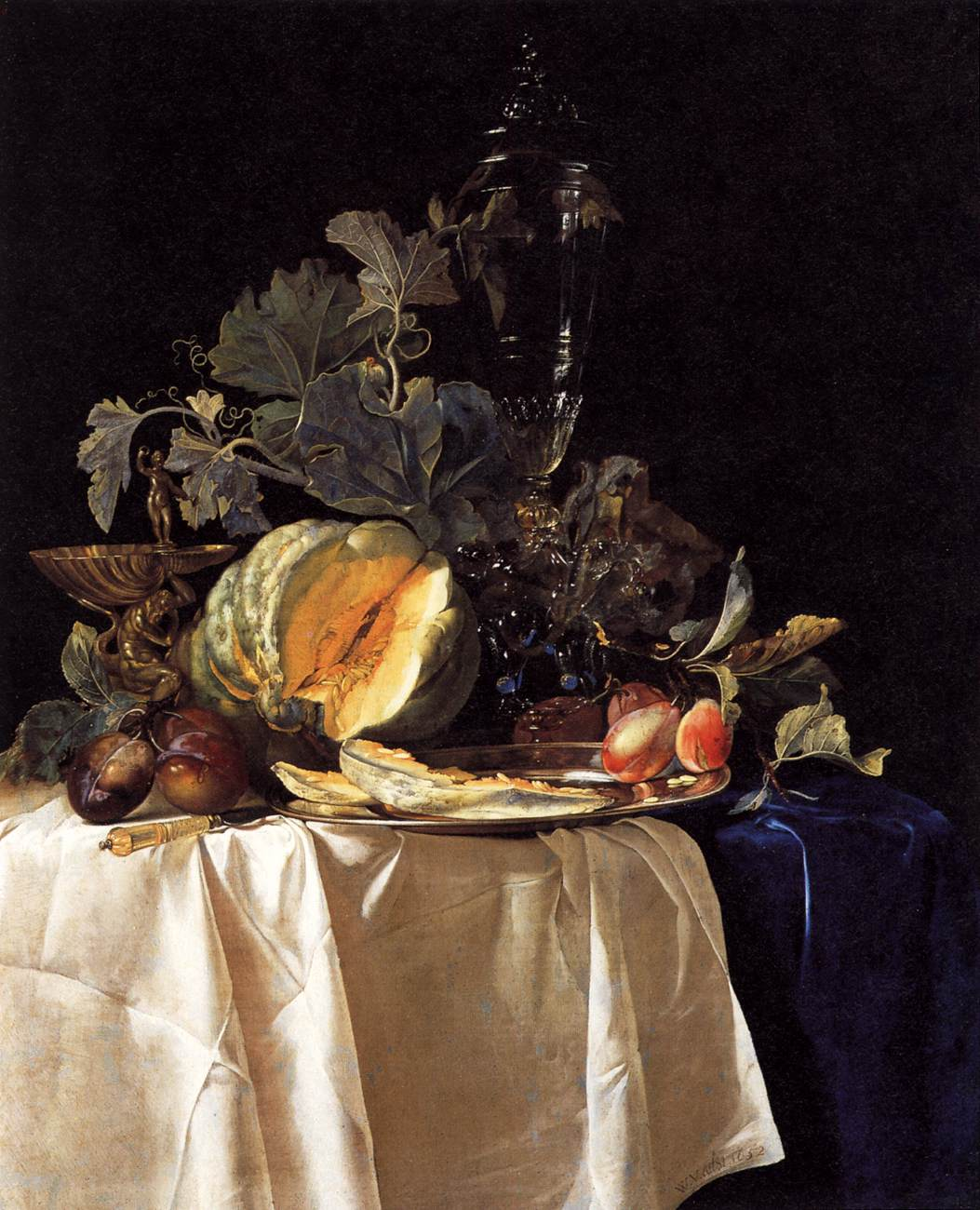
Віллем ван Алст, «Натюрморт з фруктами та кришталевим келихом»

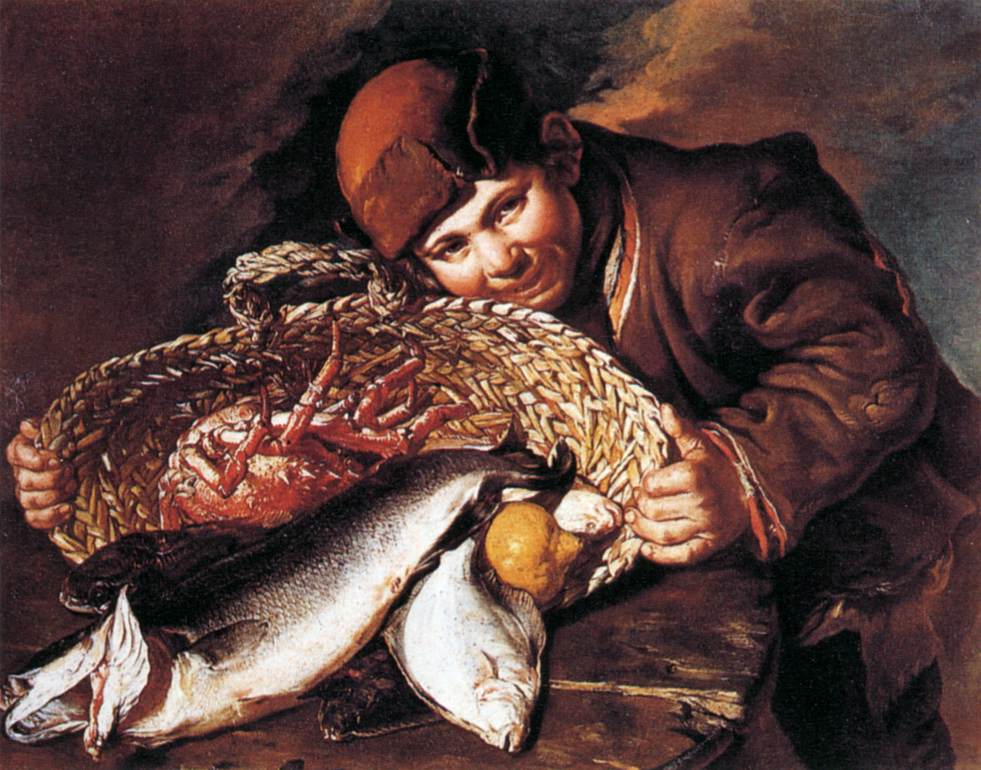
Худ. Джакомо Черуті, «Хлопчик з кошиком риби»

Відомі представники бароко зараз доповнені творами художників-реалістів, серед яких:
- Крістофоро Мунарі
- Джакомо Черуті, невелика кількість картин представників голландського реалізму 17 століття. Тяжіння до незвичного, притаманне реалістичній гілці бароко, відображене в картинах з зображенням собак, двоголової вівці та колекції натюрмортів (Крістофоро Мунарі, жінка художниця Джованна Гарцоні, Віллем ван Альст, Ян Давідс де Хем, Ян ван Кессель, Отто Марсеус ван Шрек).

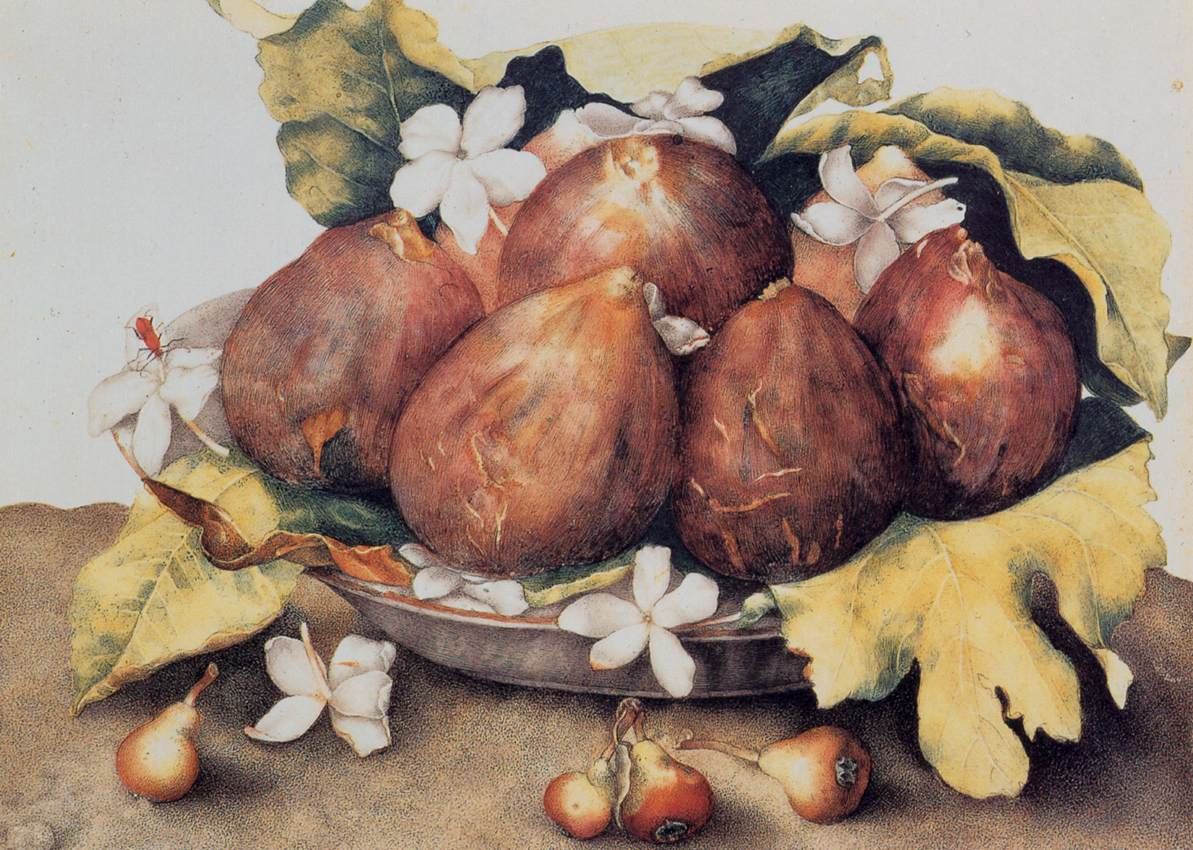
Джованна Гарцоні. «Інжир і квіти»
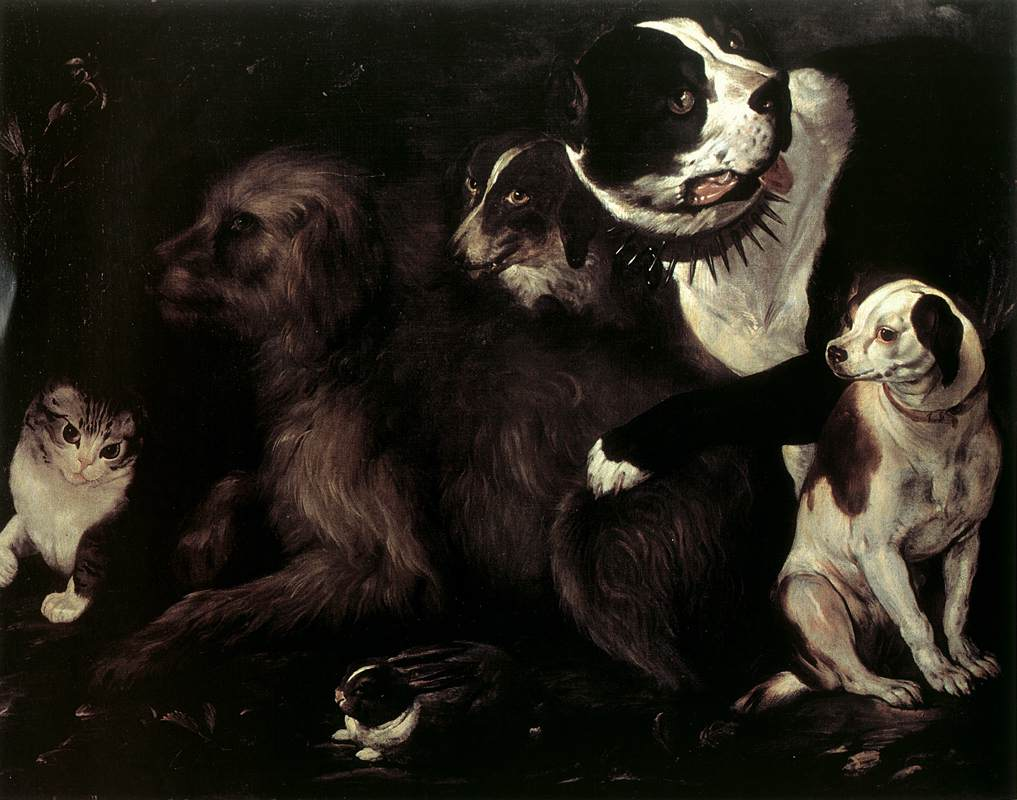
Анонім 17 ст. Собаки і кішка
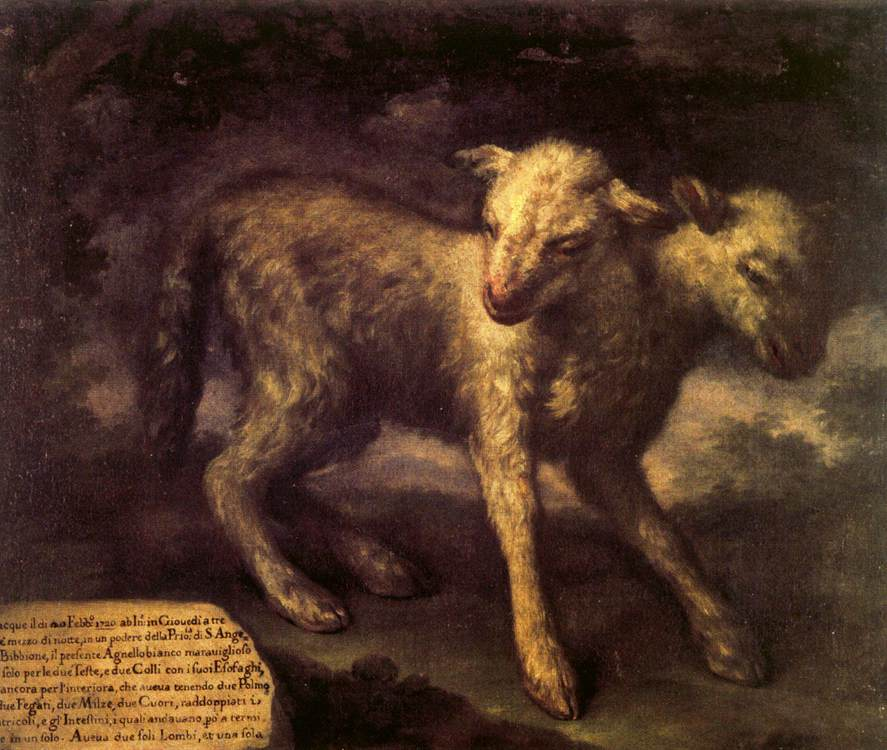
Бартоломео Бімбі. «Двоголова вівця».
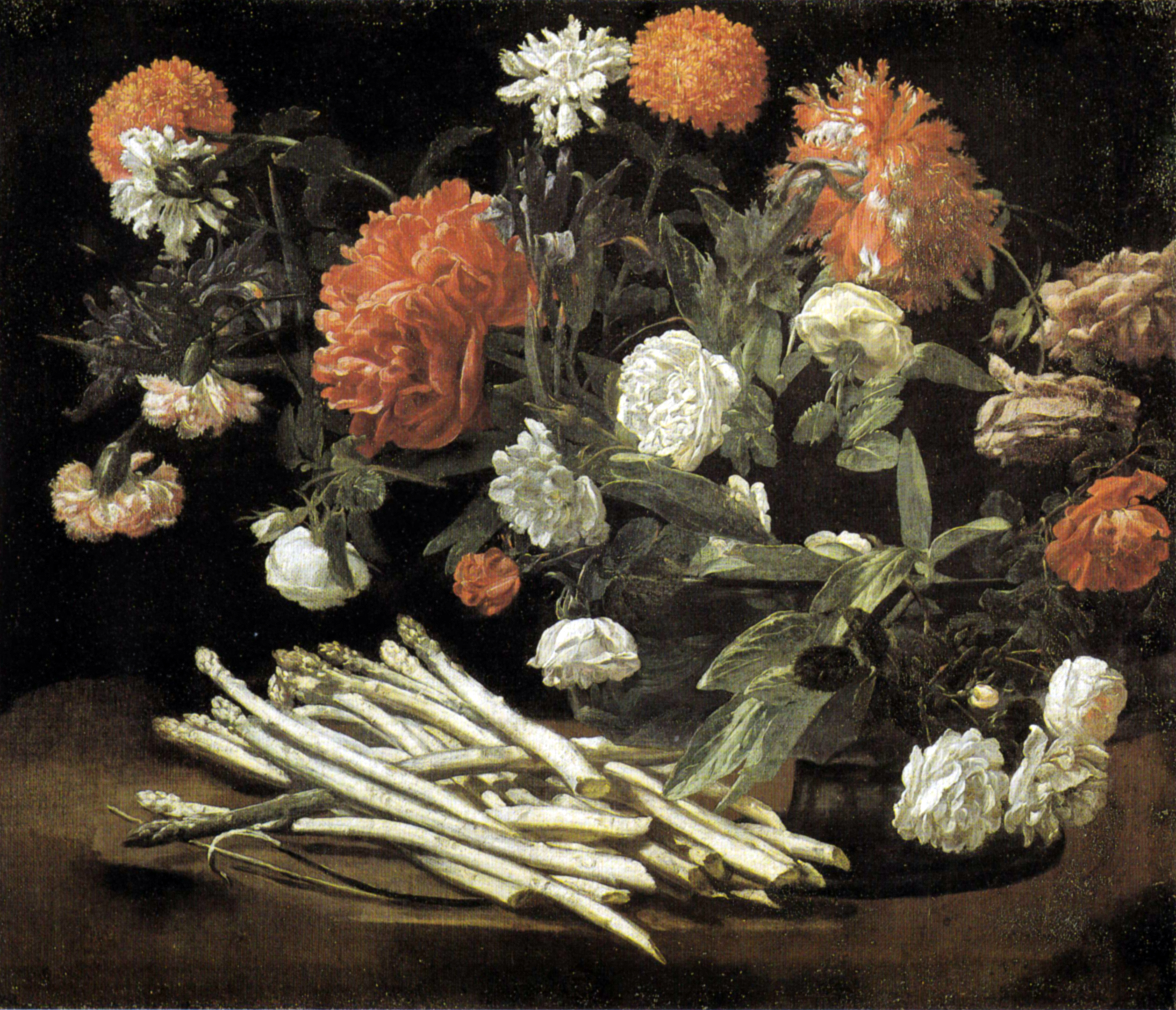
Джованні Мартінеллі. « Півонії, маки, троянди і спаржа»
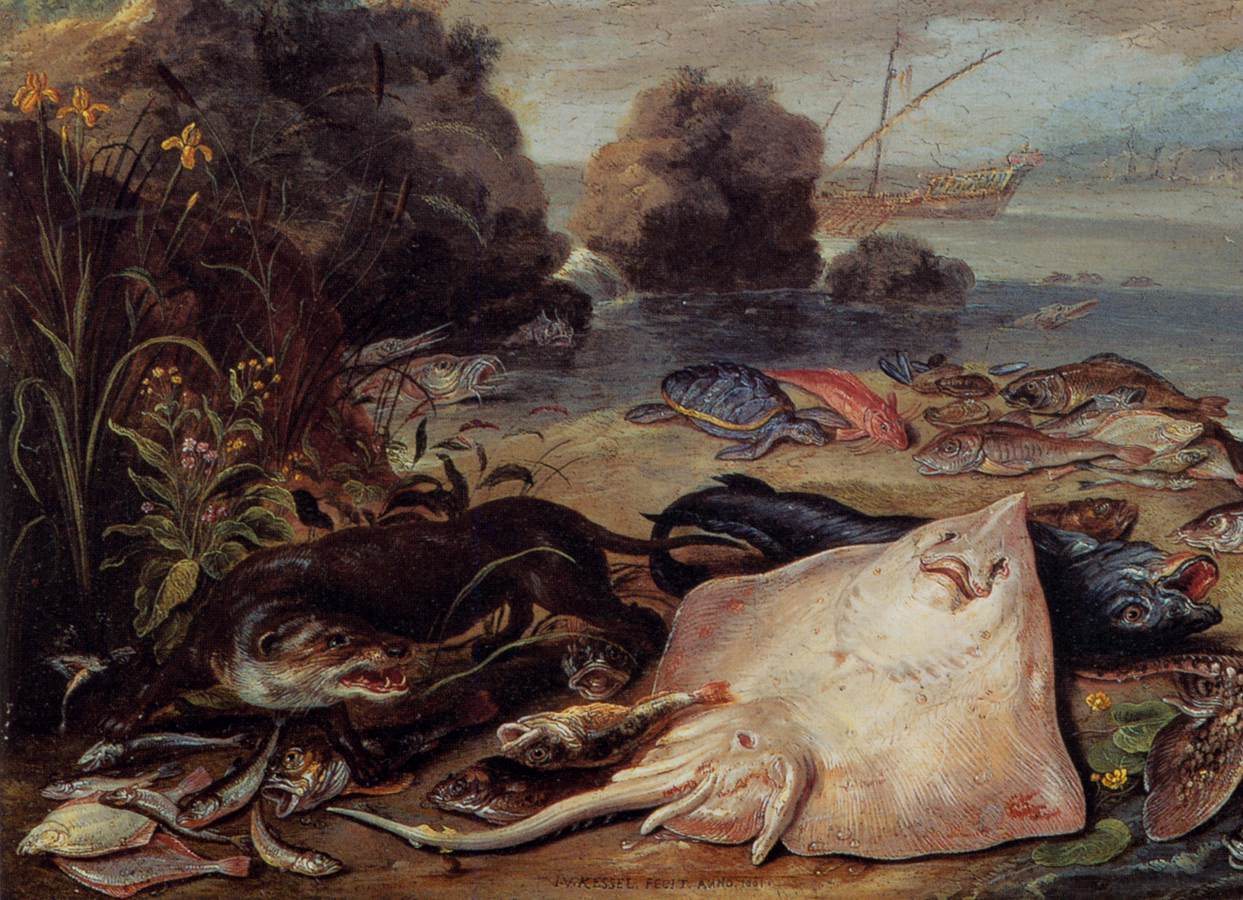
Ян ван Кессель старший, «Натюрморт з морськими тваринами»

Новітні течії зламу 17 — 18 строліть, пейзажі, портрети і поодинокі твори митців 19 століття представляють:
- Гаспар ван Віттель (Гаспаро Ванвітеллі, 1656 —1736)
- Шарль-Андре ван Лоо (1705 —1765)
- Антон Доменіко Габбіані
- Луїджі Адемолло (1764 —1849)
- Франческо Хойєс (1791 —1882)
- Антоніо Пучінеллі(1822 —1897)
- Філіппо Паліцці (1818 —1899)
- Кристіано Банті (1824 —1904)
- Джованні Фатторі (1825 —1908)

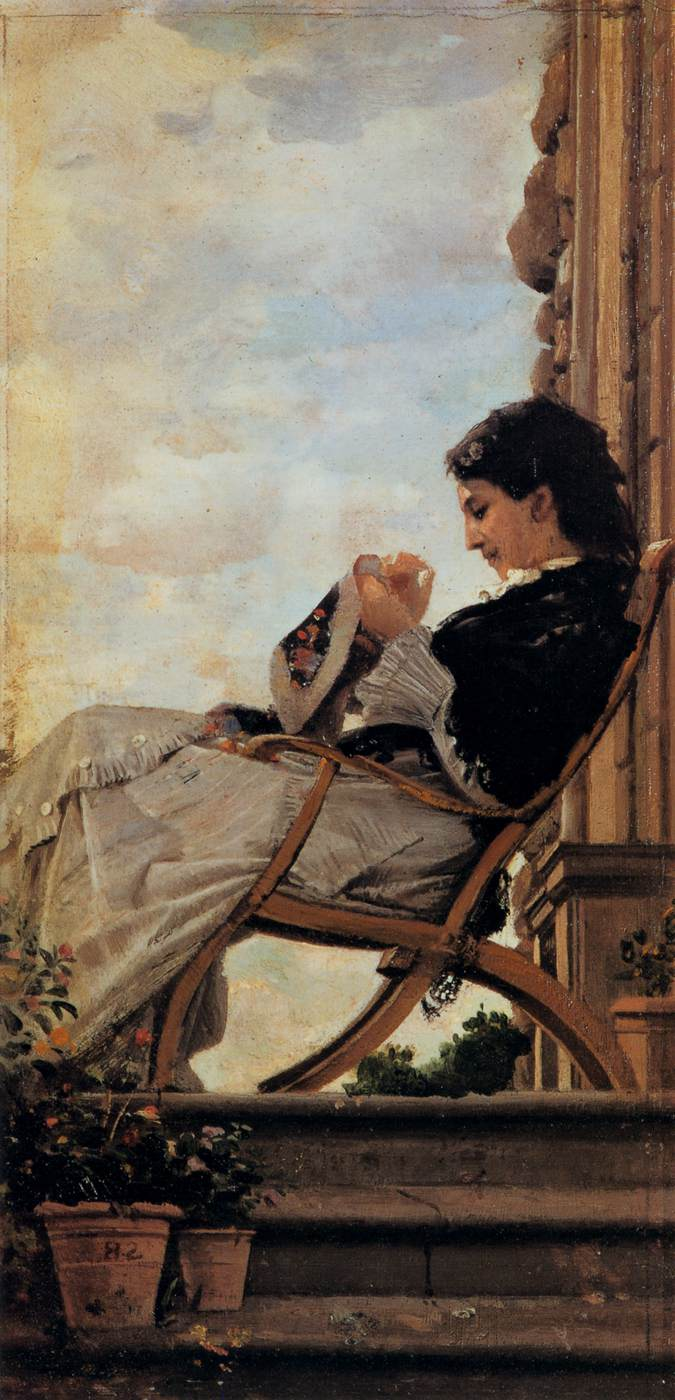
Кристіано Банті, Жінка на терасі
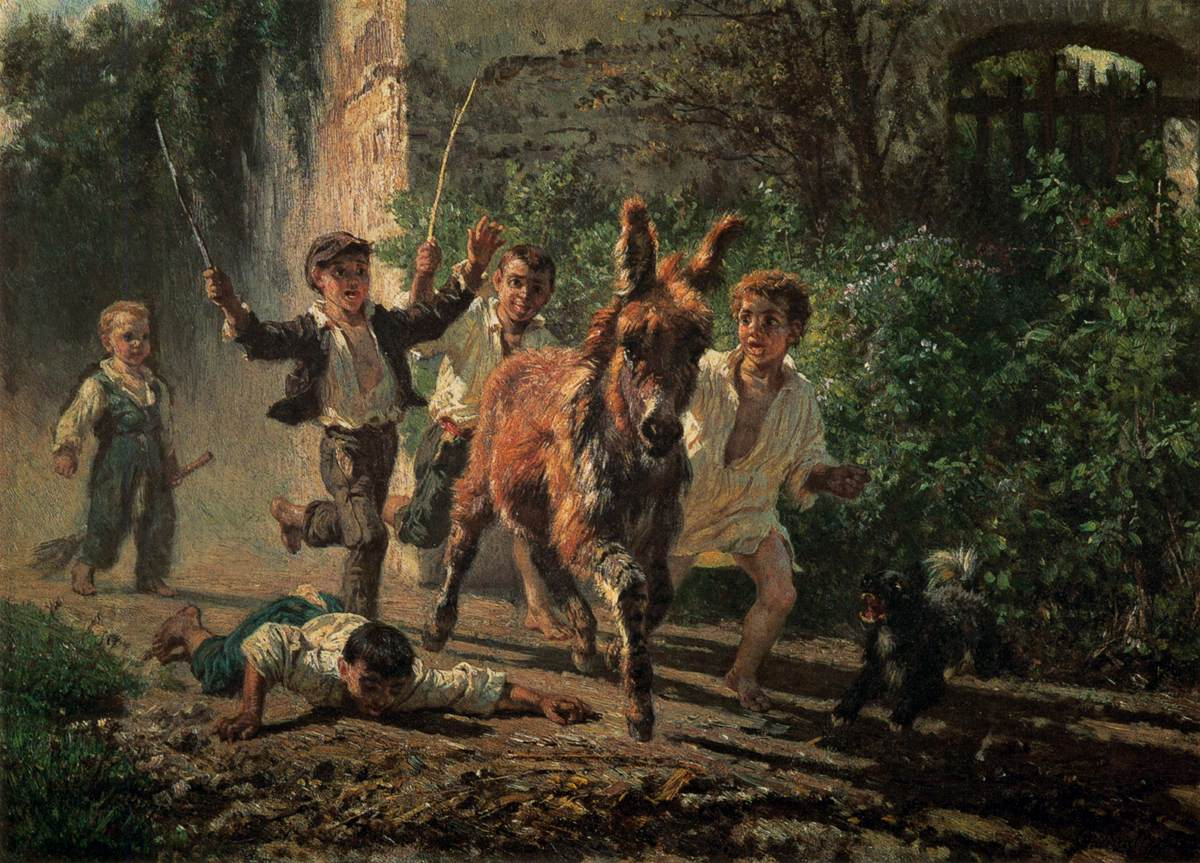
Філіппо Паліцці, Хлопці пустуни
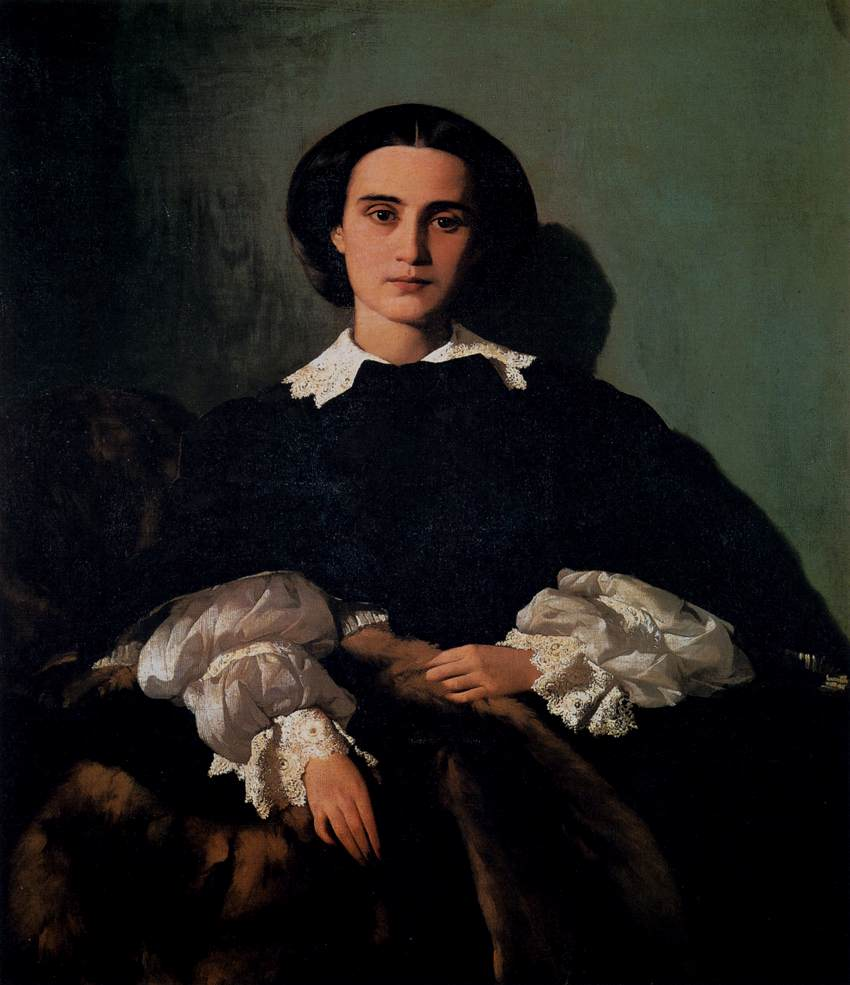
Антоніо Пучінеллі, невідома з родини Мароккі
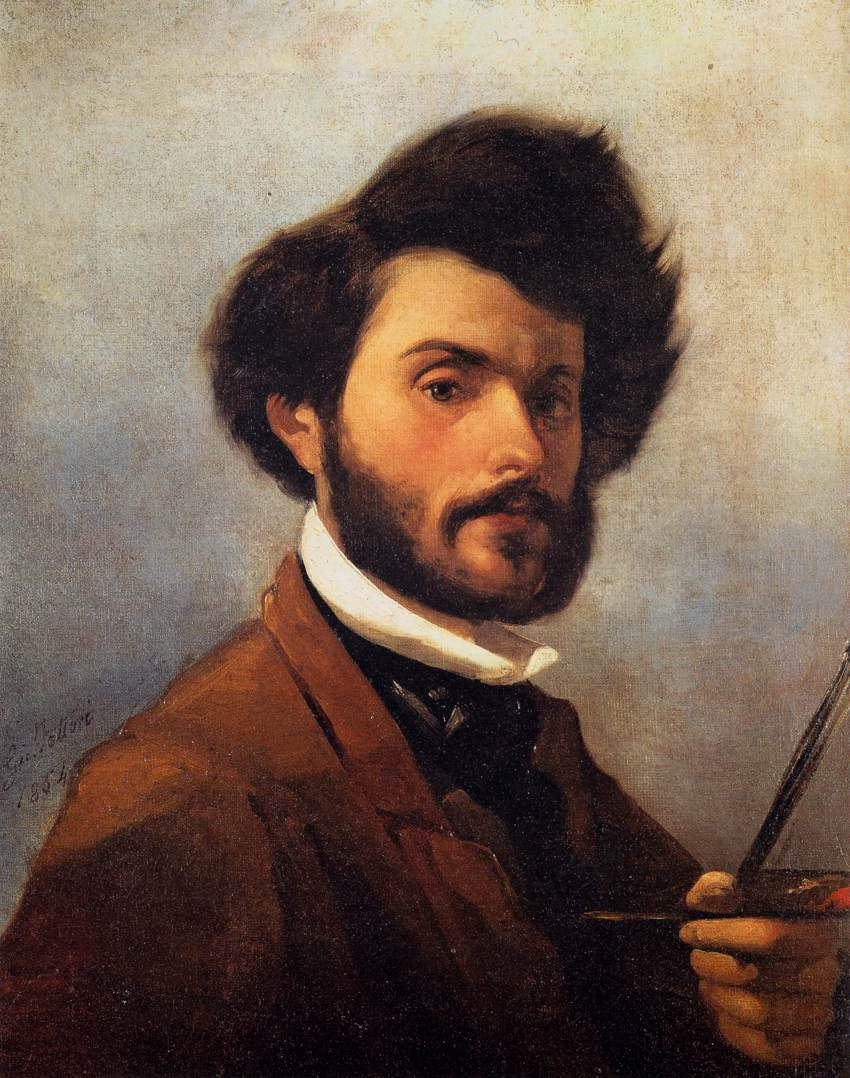
Джованні Фатторі, автопортрет